# Cremona
Cremona (AFI: /kreˈmona/, ; Cremùna in dialetto cremonese), Cremona ed Uniti dal 1920 al 1940, è un comune italiano di 71 115 abitanti, capoluogo della provincia omonima in Lombardia.
Nota per l'artigianato tradizionale del violino, la città si trova al centro della Pianura Padana, poco distante dalle rive del fiume Po.

## Geografia fisica

### Territorio
Cremona è situata nel sud della Lombardia, a contatto col fiume Po. Dista circa 30 km da Piacenza in Emilia-Romagna, 65 km da Mantova, 50 km da Lodi, 50 km da Brescia, 56 km da Parma in Emilia-Romagna, 75 km da Bergamo e 85 km da Milano. L'area del territorio comunale è di 70,4 km², l'altitudine media di 45 m s.l.m.

### Clima
In base alla media del trentennio di riferimento 1961-1990, la temperatura media del mese di gennaio, il più freddo, si attesta a +1,7 °C; quella del mese di luglio, il più caldo, è di +24,3 °C. Le precipitazioni medie annuali si aggirano sui 750 mm, distribuite mediamente in 76 giorni, con un picco nella stagione autunnale e minimi relativi in inverno ed estate.
| Cremona             | Mesi | Mesi | Mesi | Mesi | Mesi | Mesi | Mesi | Mesi | Mesi | Mesi | Mesi | Mesi | Stagioni | Stagioni | Stagioni | Stagioni | Anno |
| Cremona             | Gen  | Feb  | Mar  | Apr  | Mag  | Giu  | Lug  | Ago  | Set  | Ott  | Nov  | Dic  | Inv      | Pri      | Est      | Aut      | Anno |
| ------------------- | ---- | ---- | ---- | ---- | ---- | ---- | ---- | ---- | ---- | ---- | ---- | ---- | -------- | -------- | -------- | -------- | ---- |
| T. max. media (°C)  | 4,3  | 7,3  | 12,7 | 17,4 | 22,4 | 26,9 | 29,3 | 27,9 | 24,0 | 17,3 | 10,2 | 5,3  | 5,6      | 17,5     | 28,0     | 17,2     | 17,1 |
| T. min. media (°C)  | −1,0 | 1,0  | 4,9  | 8,6  | 13,0 | 16,8 | 19,2 | 18,1 | 15,5 | 9,9  | 4,6  | 0,1  | 0,0      | 8,8      | 18,0     | 10,0     | 9,2  |
| Precipitazioni (mm) | 64   | 51   | 61   | 61   | 68   | 60   | 46   | 64   | 53   | 91   | 86   | 55   | 170      | 190      | 170      | 230      | 760  |
| Giorni di pioggia   | 7    | 6    | 7    | 7    | 8    | 6    | 5    | 5    | 4    | 7    | 8    | 6    | 19       | 22       | 16       | 19       | 76   |

## Origini del nome
Il toponimo è di origine incerta, ma sembra preromano, forse gallico (dai Cenomani), legato alla variante prelatina "carm" del termine "carra", cioè sasso, roccia, e dal comune suffisso prelatino -ona.
Dal libro di Mario Monteverdi La Storia di Cremona edito nel 1955 dal giornale locale La Provincia, secondo Sicardo un certo Brimonio, troiano, scappò dalla patria distrutta e fondò Brimonia, che col tempo divenne Cremona.
Per qualcun altro il fondatore fu il presunto compagno di Paride, Cremone.
Secondo un'ipotesi linguistico-toponomastica, invece, l'etimo potrebbe derivare da un kremaun longobardo (ossia un castro), al pari della città di Crema.

## Storia

### Periodo romano

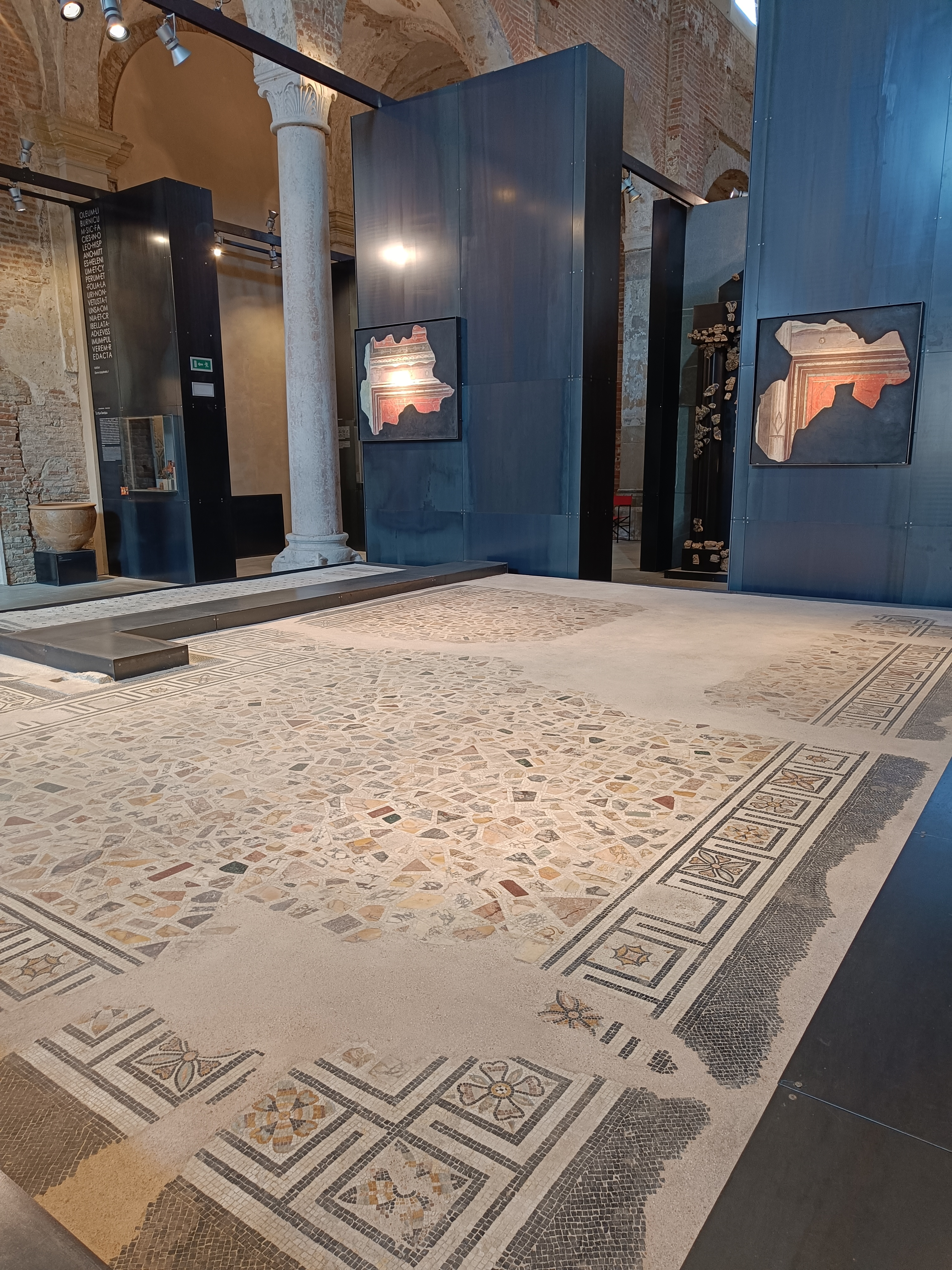
Resti della villa romana, Museo Archeologico San Lorenzo

La leggenda dice che la città sia stata fondata da Ercole. In realtà nacque durante il periodo repubblicano.
Il villaggio preesistente nel territorio dei Galli Cenomani fu fortificato dai Romani nel 218 a.C. da 6.000 coloni come castrum avanzato in riva al Po, quando i Romani vennero a conoscenza dell'avanzata di Annibale dalla Spagna verso l'Italia e divenne subito un vitale centro dell'area padana, con un anfiteatro per le attività ludiche, un foro e le terme. 
Dal suo porto sul fiume Po (lat. Padus), iniziavano la via Regina, una strada romana che collegava Cremona con Clavenna (Chiavenna) passando da Mediolanum (Milano), strada romana consolare che metteva in comunicazione il porto fluviale di Cremona con il Lago di Garda (lat. Gardae lacus, anche chiamato Benacus lacus), che costeggiava ad occidente, proseguendo poi fino ad Arco (lat. Arci Castrum), nell'attuale Trentino (lat. Tridentinum), e la via Brixiana, strada romana consolare che metteva in comunicazione il porto fluviale di Cremona (lat. Cremona) con Brescia (lat. Brixia), da cui passavano diverse strade romane che si diramavano verso l'intera Gallia Cisalpina (lat. Gallia Cisalpina). In epoca romana Cremona era anche il terminale della diramazione secondaria della via Mediolanum-Placentia che si staccava da Laus Pompeia (Lodi Vecchio). Era attraversata dalla via Postumia che collegava Aquileia a Genova superando il Po nei pressi dell'antico insediamento. La via nel periodo tardo romano perse progressivamente importanza ma la città mantenne il porto fluviale, attestato sino al periodo tardo antico.
Nel 69 d.C. fu assediata e distrutta dalle truppe di Vespasiano e poi riedificata con l'aiuto dello stesso imperatore.
Per un lungo periodo la città scomparve dalle cronache della storia, citata solo in pochi documenti o nominata per la provenienza di qualche personaggio illustre.

### Periodo alto medioevale

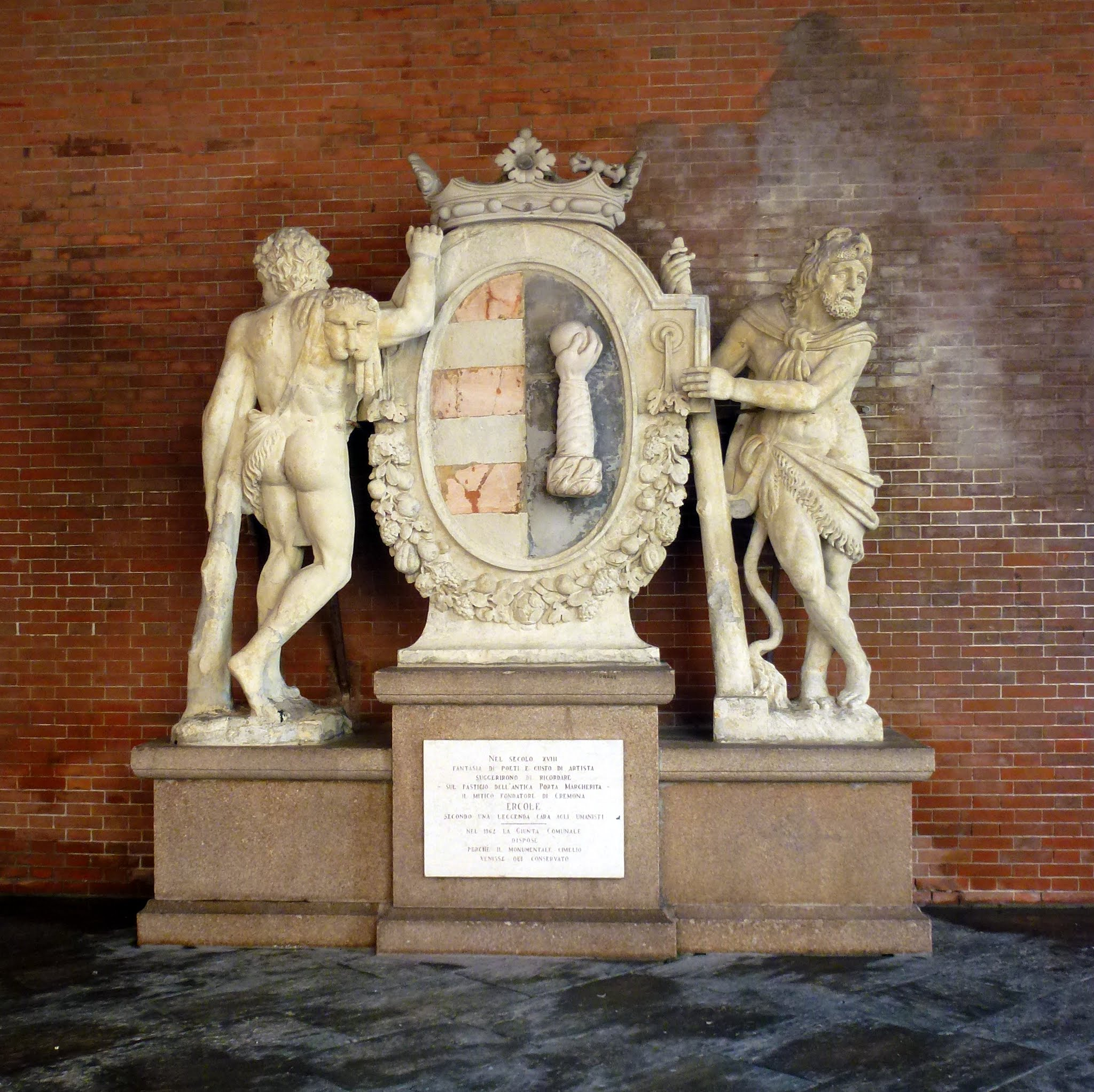
Stemma di Cremona nella Loggia dei Militi

Nel 603 Cremona, baluardo bizantino, fu conquistata dai longobardi che ne smembrarono il territorio forse già in parte conquistato in precedenza. In epoca successiva a Cremona signoreggiarono alcune famiglie longobarde fra cui i Colleoni, i Crotti, i Suardi. La città retta dal vescovo non divenne sede di ducato e anche dopo la conquista carolingia il vescovo conte mantenne ed ampliò il suo controllo sulla città e sul contado.
Il 25 maggio dell'anno 825 l'imperatore Lotario I promulgò il capitolare di Corteolona che istituì le scuole imperiali: così oltre a Pavia capitale del Regno d'Italia, anche Cremona ebbe la scuola di diritto, di retorica e arti liberali, ereditando la tradizione della scuola di diritto, fondata dall'imperatore romano Teodosio I; dalla sede cremonese dipendevano anche gli studenti di Piacenza, Parma, Reggio e Modena.
Tra il novecento e il mille la città accrebbe il suo potere, grazie ad importanti concessioni ai vescovi rettori della città. Tra gli altri si distinsero Liutprando, che fu chiamato alla corte imperiale in Sassonia, pur rimanendo vescovo, e Olderico, che riuscì ad ottenere dall'imperatore Ottone III importanti privilegi per la città.
Furono i vescovi Lamberto e Ubaldo a creare dissidi con la popolazione cremonese per la gestione delle proprietà del Monastero di San Lorenzo. Fu necessaria la mediazione dell'imperatore Corrado II che nel 1037, stabilitosi in città, diede rifugio a papa Benedetto IX, il papa ragazzino.

### Periodo medievale

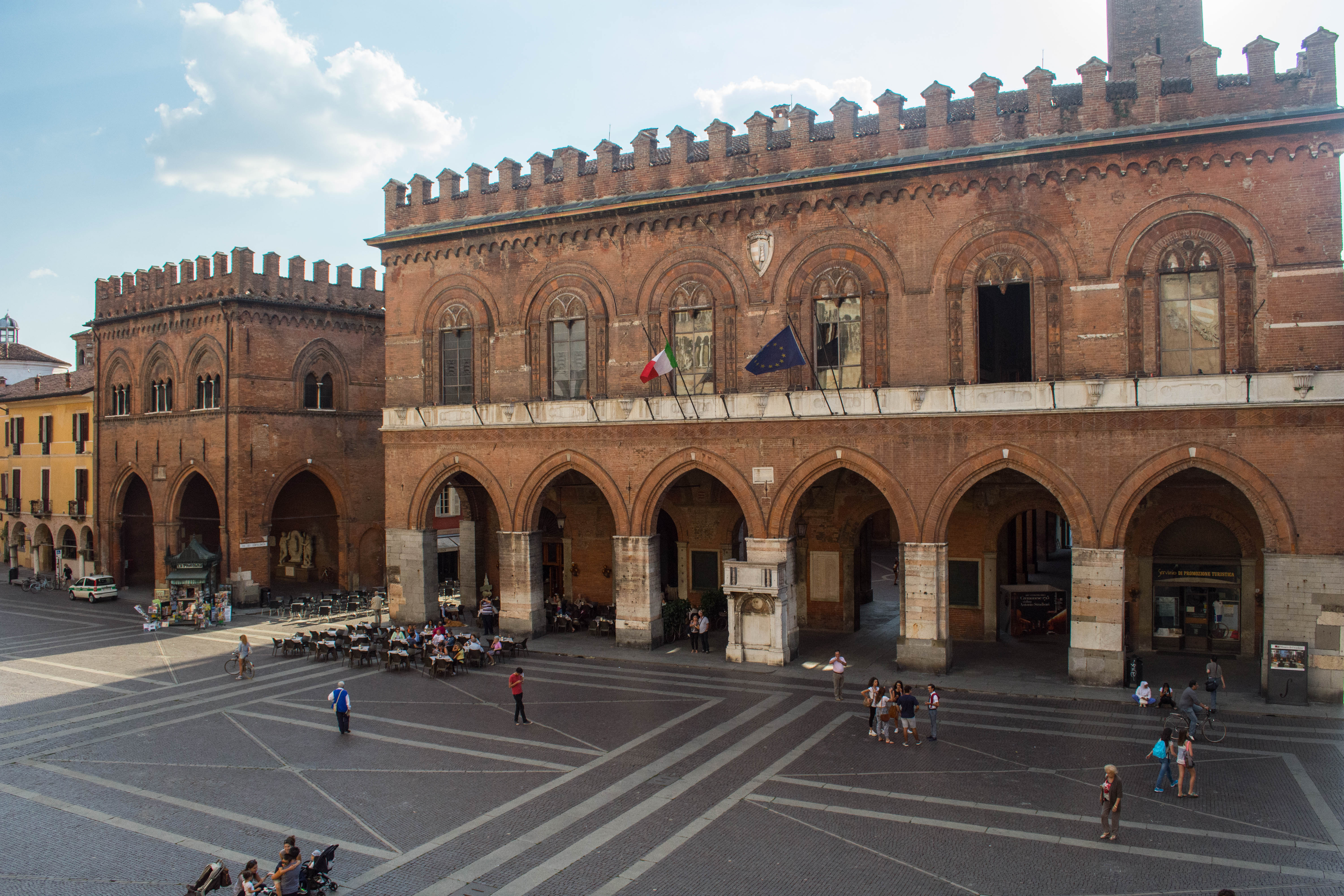
Palazzo del Comune

Con l'imperatore Enrico IV la città si rifiutò di pagare gli oppressivi balzelli che l'impero richiedeva e che il vescovo conte imponeva ai cittadini. Nacque così la narrazione del leggendario scontro tra il principe Enrico e Giovanni Baldesio (Zanén de la Bàla) gonfaloniere maggiore della città. Tradizione vuole che Zanén riuscì a disarcionare il principe, risparmiando alla città il pagamento della palla d'oro (la "bàla") di circa tre chili che tutti gli anni la città doveva all'imperatore e che per quell'anno fu donata a Berta, la fidanzata del cavaliere, come dote per il suo matrimonio. A questa leggenda si aggiunge una notizia storica di pochi anni dopo. Lo stemma cittadino ricorda questo episodio, col braccio di Baldesio che sorregge la palla d'oro del tributo, con il motto riportante la frase "la mia forza sta nel braccio" in lingua tardo-latina (fortitudo mea in brachio).
Nel 1093 si formò un'alleanza militare anti imperiale capeggiata da Matilde di Canossa, che aveva numerosi possedimenti a cavallo del Po, cui partecipavano Lodi, Milano, Cremona, Piacenza. Il conflitto si risolse con il giuramento di obbedienza dell'imperatore Enrico IV a papa Urbano II e con la donazione nel 1098 dell'Insula Fulcheria (corrispondente oggi all'area di Crema) alla città di Cremona che con questo atto si costituì in libero comune, diventando una delle più ricche, potenti e popolose città dell'Italia settentrionale.

### La prima e la seconda Lega Lombarda

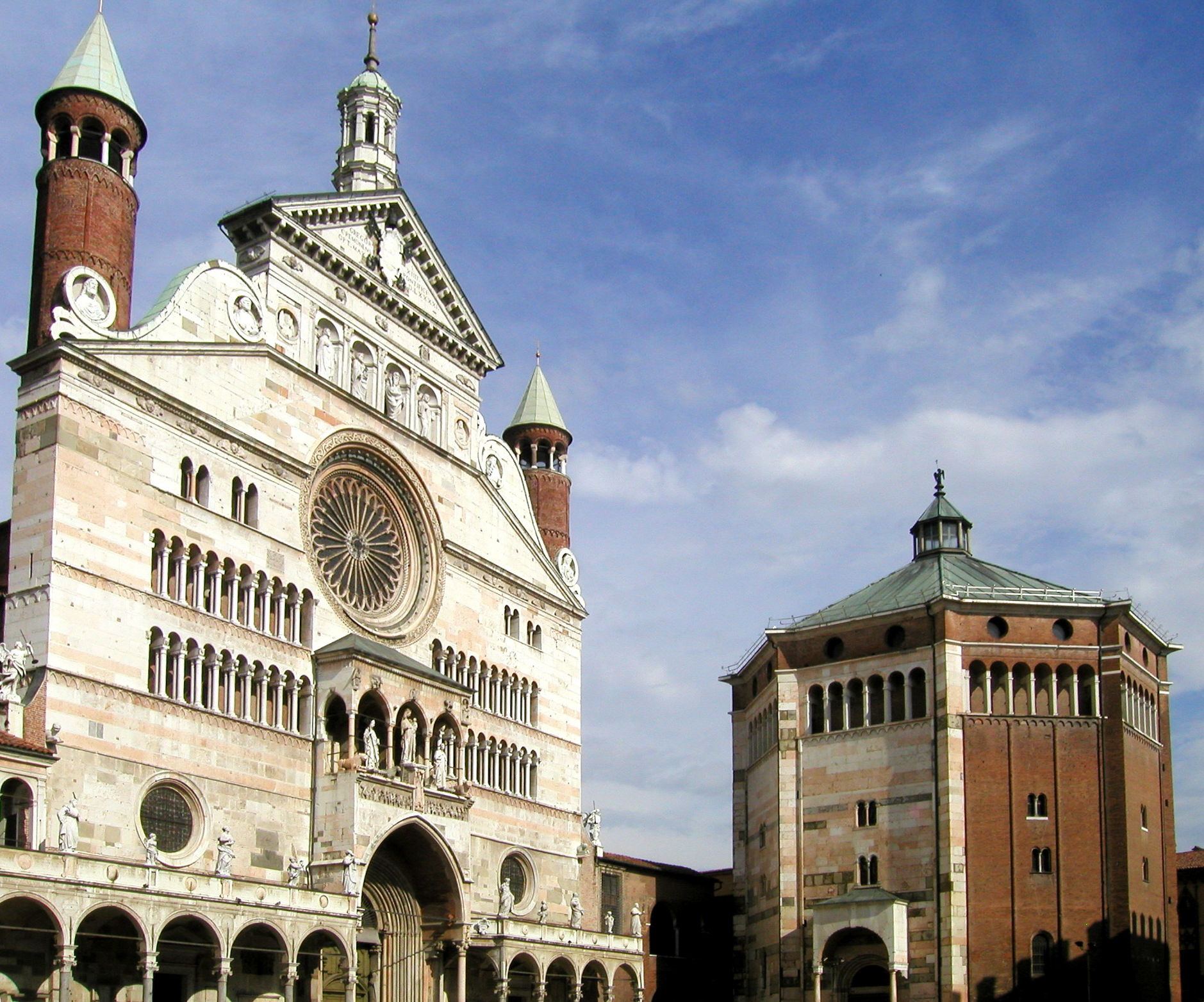
Il Duomo e il Battistero

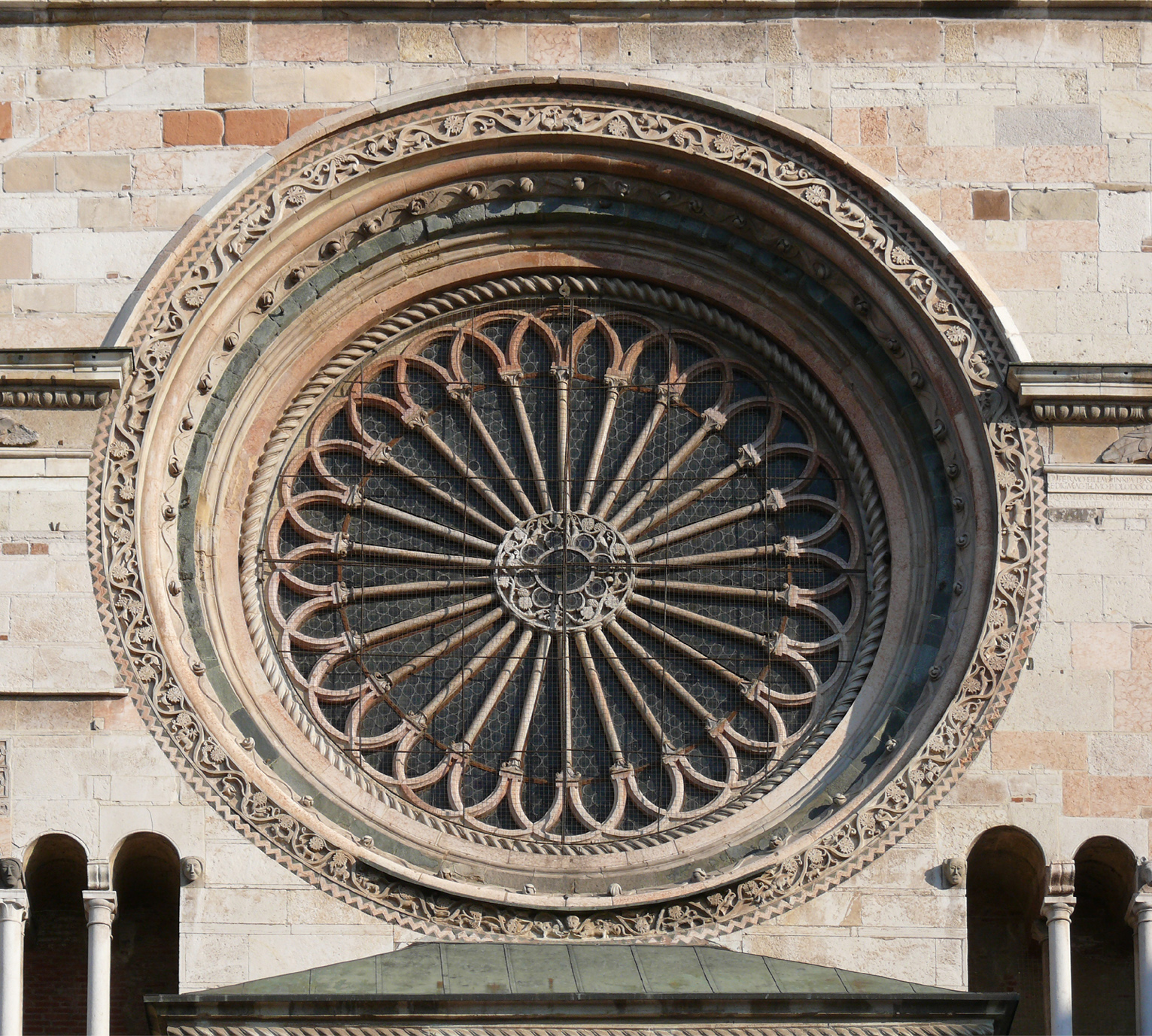
Il Rosone del Duomo

A partire dal 1093 il comune lottò con i comuni vicini per ampliare e difendere il proprio territorio. Le guerre furono numerose e spesso vittoriose come nel 1107 per il possesso di Tortona o nel 1111 che segnò invece una sconfitta nei pressi di Bressanoro. In questo periodo la città ebbe forti divisioni interne fra la parte di città legata ai ghibellini, città vecchia, e quella legata a guelfi, città nuova. Il conflitto giunse al punto di creare due palazzi comunali con l'edificazione del Palazzo Cittanova, ancora esistente.
Con la discesa del Barbarossa la città si alleò all'imperatore che appoggiò Cremona contro la rivolta di Crema, aiutata dai milanesi nella rivendicazione d'indipendenza. La vittoria e la fedeltà all'impero permise al comune di battere moneta e quindi di creare una propria zecca autorizzata da una bolla imperiale.
Nel 1160 Cremona riconquistò Crema e, appoggiando l'imperatore, diede l'assalto a Milano distruggendola (1162). Alla città fu affidata l'area di Porta Romana in Milano.
È solo nel 1167 che la città si schierò con gli altri comuni italiani contro l'impero, entrando a far parte della Lega Lombarda, che il 29 maggio 1176 sconfisse le truppe imperiali a Legnano. L'unione durò poco e le città tornarono a scontrarsi nel 1213 a Castelleone dove i cremonesi sconfissero una lega milanese composta dai comuni di Lodi, Piacenza, Crema, Novara, Como e l'appoggio dei bresciani. Nel 1232 iniziò il legame tra Cremona e l'imperatore Federico II chiamato in causa in una disputa di potere interno alla città. Nel 1225 Federico II di Svevia convocata nella città la Dieta di Cremona portò alla nascita della seconda lega lombarda. La nuova alleanza con l'impero condusse alla vittoria nella battaglia di Cortenuova contro la Lega Lombarda. Federico II portò spesso la sua corte nella città e l'unico episodio spiacevole fu la sconfitta ad opera dei parmigiani a Vittoria, città creatura di Federico II, che vide la cattura di più di duemila cremonesi.
Qualche anno dopo, la ritorsione nei confronti dei parmigiani fu molto dura: questi furono sconfitti ad opera di Oberto II Pallavicino, gli fu sottratto il carroccio e i pantaloni di alcuni di loro per derisione rimasero appesi a lungo nel duomo di Cremona.

### Cremona nel Ducato di Milano

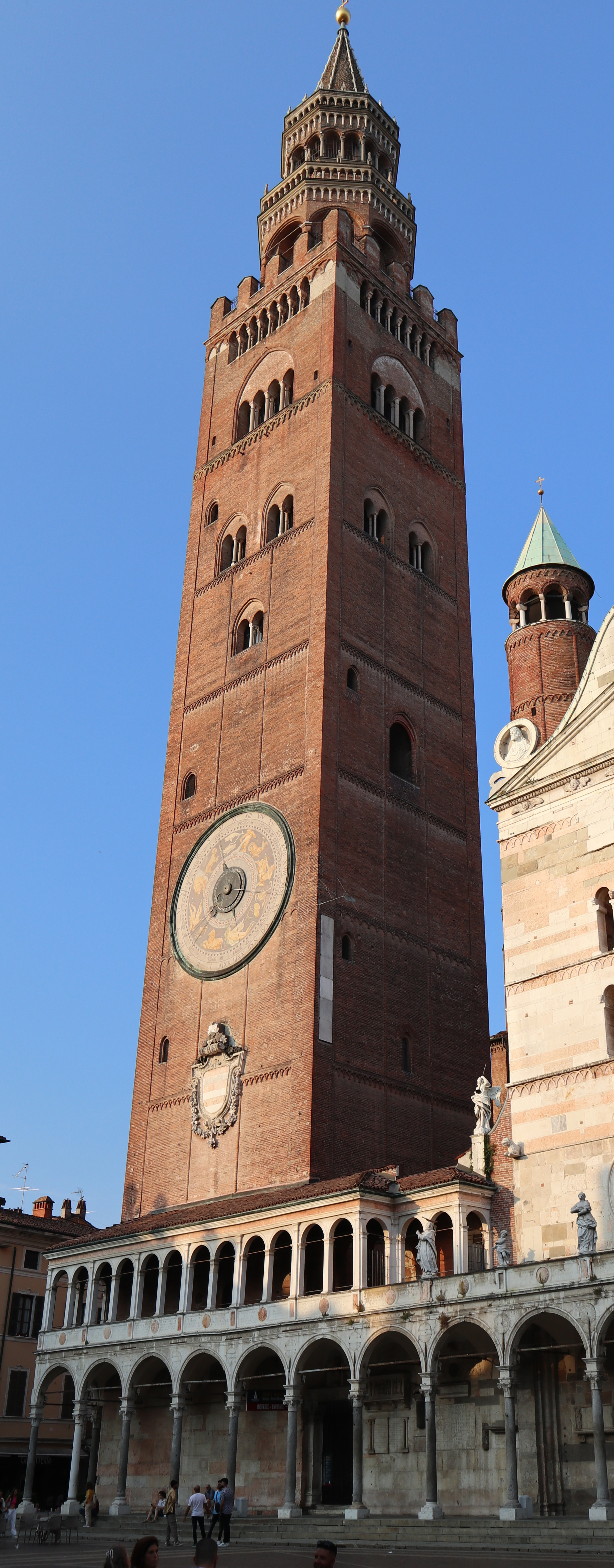
Il Torrazzo, simbolo cittadino.

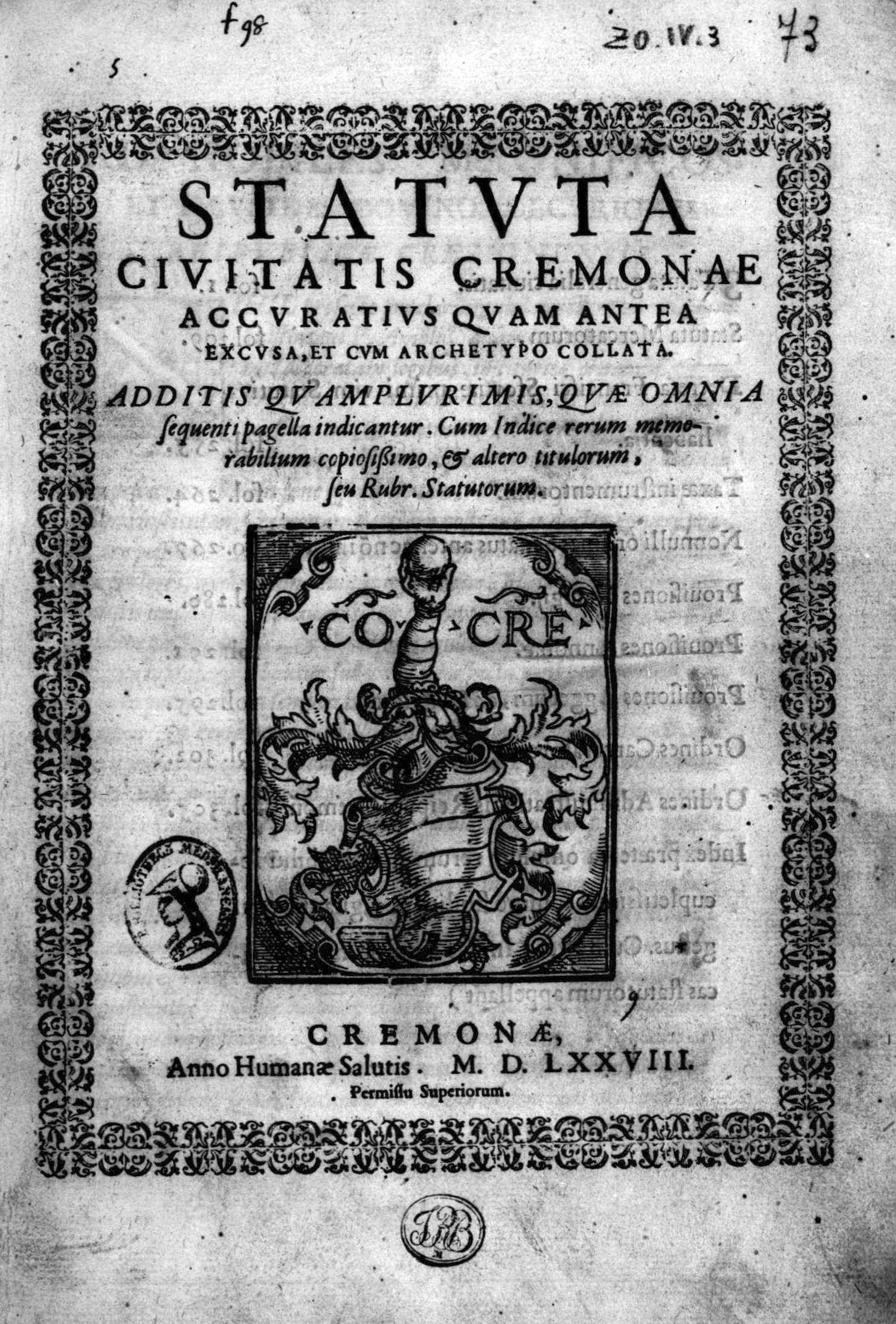
Gli statuti di Cremona (Statuta civitatis Cremonae), 1578

Il 1º novembre 1266 Oberto II Pallavicino venne cacciato dalla città e con lui cadde il governo ghibellino. Al suo posto prese il potere un altro ghibellino, Buoso da Dovara, che lo cedette al Consorzio di Pace e Fede, che lo gestì sino al 31 dicembre 1270.
L'anno seguente fu istituita la figura del Capitano del Popolo che assunse, per parte guelfa, i poteri comunali.
Nel 1276 Cremona passò alla signoria del marchese Cavalcabò, che ne diresse le sorti sino al 1305. Il figlio Guglielmo Cavalcabò ne ereditò i poteri sino al 1310.
In questo periodo furono eseguite numerose opere edilizie: la cella campanaria del Torrazzo e la sua ghirlanda ottagonale con cuspide, la chiesa romanica di S. Francesco, i transetti della cattedrale e la Loggia dei Militi. Sempre allo stesso periodo datano numerose sistemazioni agrarie tra le quali la realizzazione di canali irrigui nel territorio a vocazione agricola; un esempio per tutti fu la costruzione del Dugale Delmona, databile agli inizi del XIV secolo.
A partire dal 1311 la signoria dei Cavalcabò si alternò con signori esterni alle famiglie cremonesi di partito guelfo. Tra questi vi furono Arrigo VII di Lussemburgo ghibellino, nel 1311, Giberto III da Correggio, nel 1312, e Roberto di Puglia nel 1313.
Con la fine della signoria di Giacomo Cavalcabò il 29 novembre 1322 entrò in scena un'altra famiglia lombarda: i Visconti, con Galeazzo I, che influenzeranno la storia della città per centocinquanta anni.
La città fu retta dai Visconti in alternanza con importanti figure politiche del panorama europeo del tempo, come Ludovico il Bavaro, imperatore nel 1327, e Giovanni di Lussemburgo, re di Boemia nel 1331, sino al 1403. In quell'anno vi fu la riconquista della signoria da parte della famiglia Cavalcabò, che non durò a lungo. Il 25 luglio del 1406 Cabrino Fondulo, capitano delle truppe di Ugolino Cavalcabò, uccise con un inganno i maschi della famiglia Cavalcabò, assumendo la signoria della città. Impossibilitato a gestire il potere si ritirò a Castelleone in cambio di 40.000 fiorini d'oro pagati dalla famiglia Visconti.
Nel 1420 la signoria passò a Filippo Maria Visconti, che la rese ereditaria. Cremona con questo atto entrò nel Ducato di Milano e ne seguì le sorti sino all'unità d'Italia.

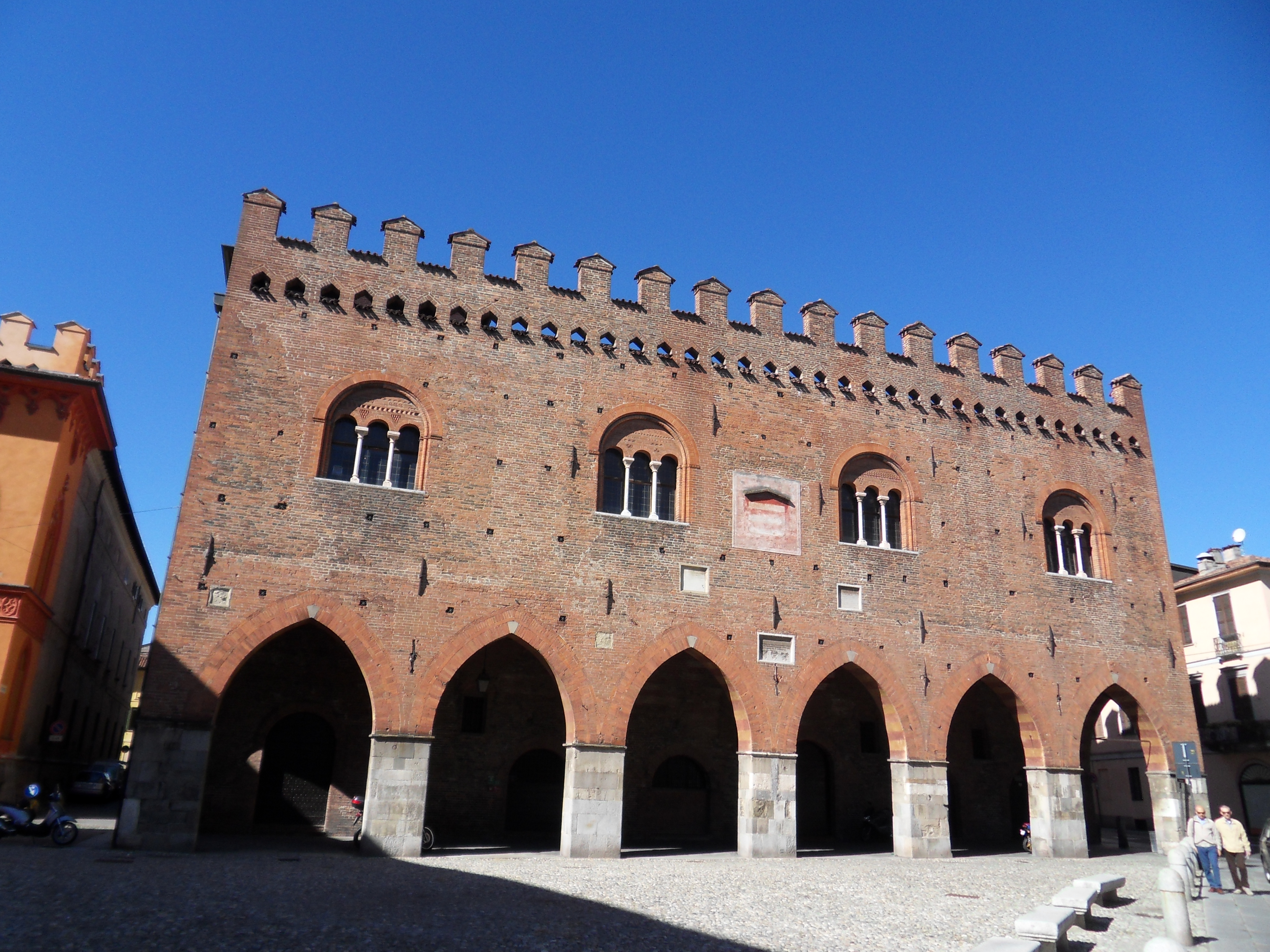
Palazzo Cittanova

Sotto i Visconti prima e gli Sforza poi Cremona ebbe un intenso sviluppo culturale e religioso. Nel 1411 Palazzo Cittanova divenne sede dell'Università dei Mercanti di fustagno. Nel giugno del 1431 presso la città la flotta del ducato di Milano si scontrò con quella veneziana, che intendeva conquistare Cremona. La battaglia fu molto cruenta (i veneziani ebbero più di 2.500 morti) e terminò con la vittoria delle navi viscontee. Nel 1441 la città fu scelta per celebrare le nozze tra Francesco I Sforza e Bianca Maria Visconti, il 25 ottobre, nel tempietto eretto dai Benedettini, sostituito dalla chiesa di S. Sigismondo costruita in un periodo di poco successivo. Si racconta che nel banchetto nuziale di Francesco Sforza e Bianca Maria Visconti sia stato servito per la prima volta il torrone, che è ora uno dei prodotti più noti di Cremona; ma non si tratta di verità storica, e neppure di tradizione antica, in quanto è invece una felice trovata pubblicitaria dell'industria dolciaria cremonese del primo Novecento.
Anche Ludovico il Moro finanziò importanti opere cittadine per la cattedrale, come il sopralzo del frontone e la realizzazione del porticato denominato la Bertazzola, il rivestimento parziale in marmo del battistero, il rifacimento della facciata della chiesa di S. Agata e del Palazzo Comunale.
Nel 1446, Cremona fu accerchiata dalle truppe di Francesco Piccinino e di Luigi dal Verme. I Veneziani inviarono in suo soccorso Scaramuccia da Forlì, che riuscì a superare l'assedio, provocando il fallimento dell'impresa dei due condottieri e liberando la città.

### Occupazioni straniere

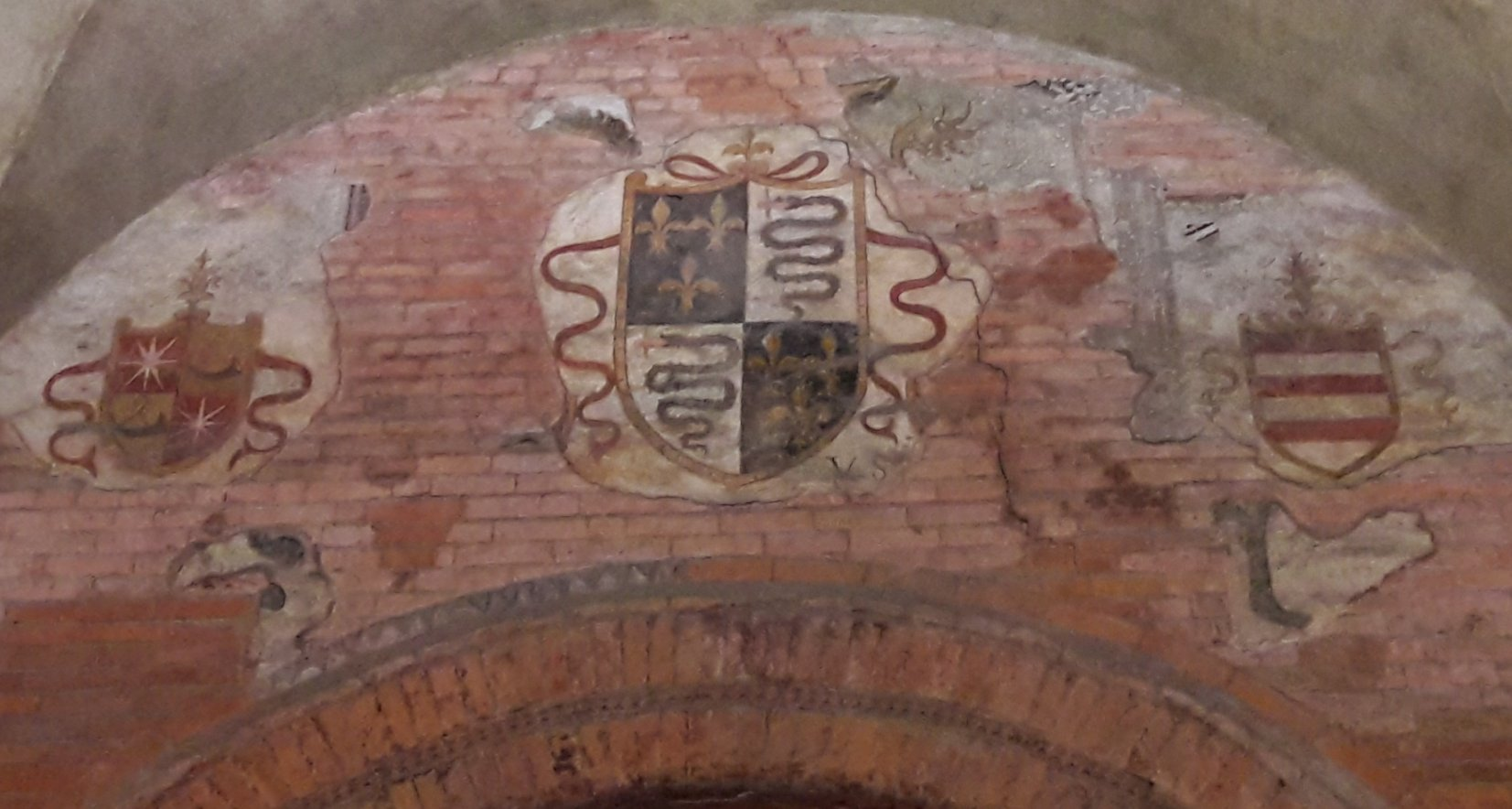
Portico del Palazzo del Comune: al centro lo stemma di Luigi XII Re di Francia e Duca di Milano; a destra l'antico stemma di Cremona; a sinistra lo stemma della Famiglia del Balzo (de Baux)

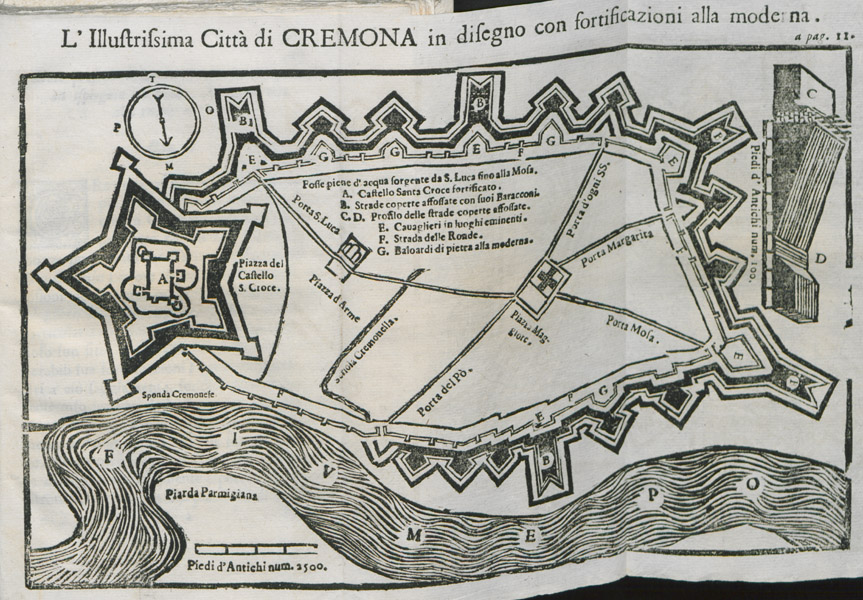
Cremona in una mappa del XVII secolo

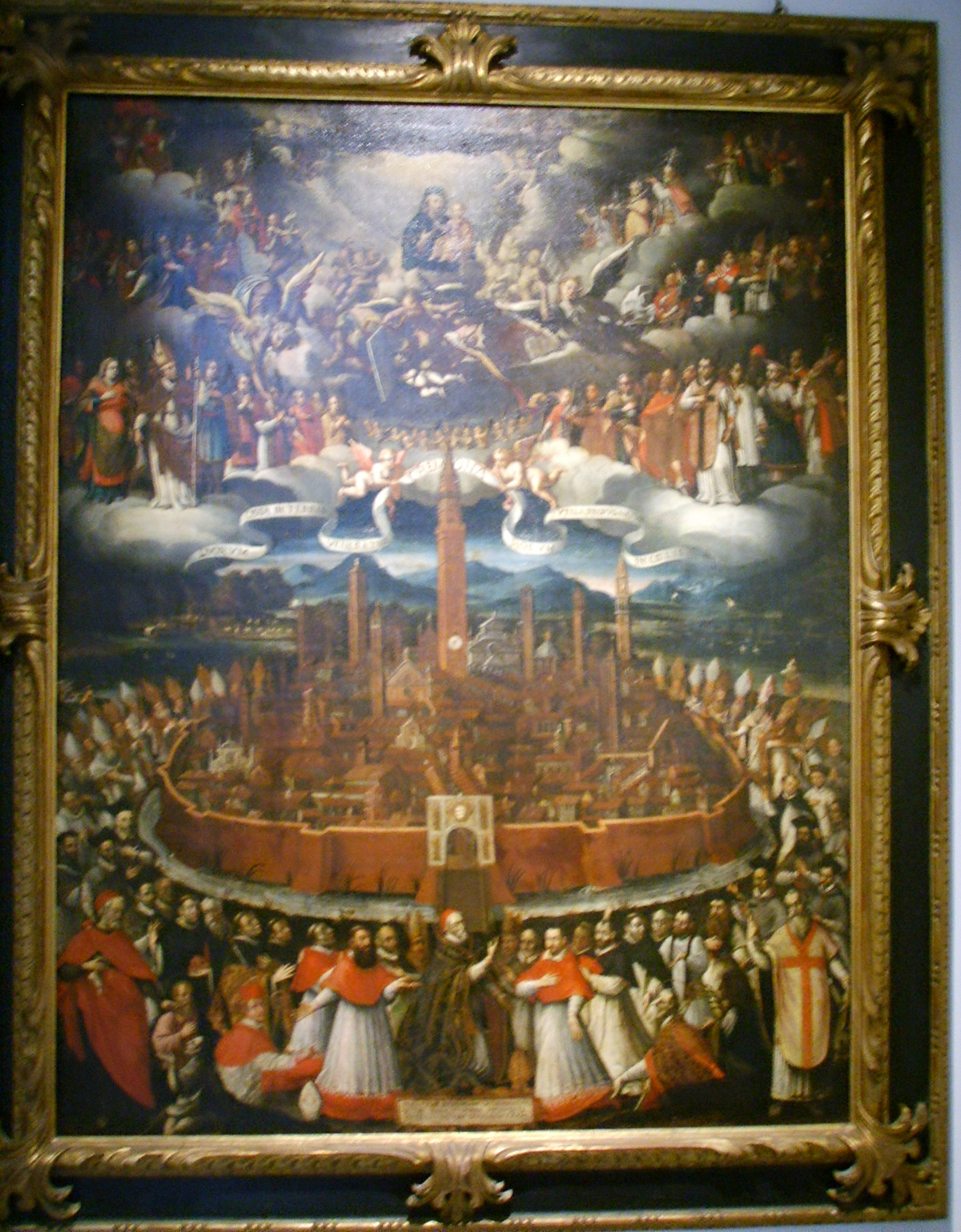
La città di Cremona (dipinto del XVII secolo) Museo Civico "Ala Ponzone", Cremona

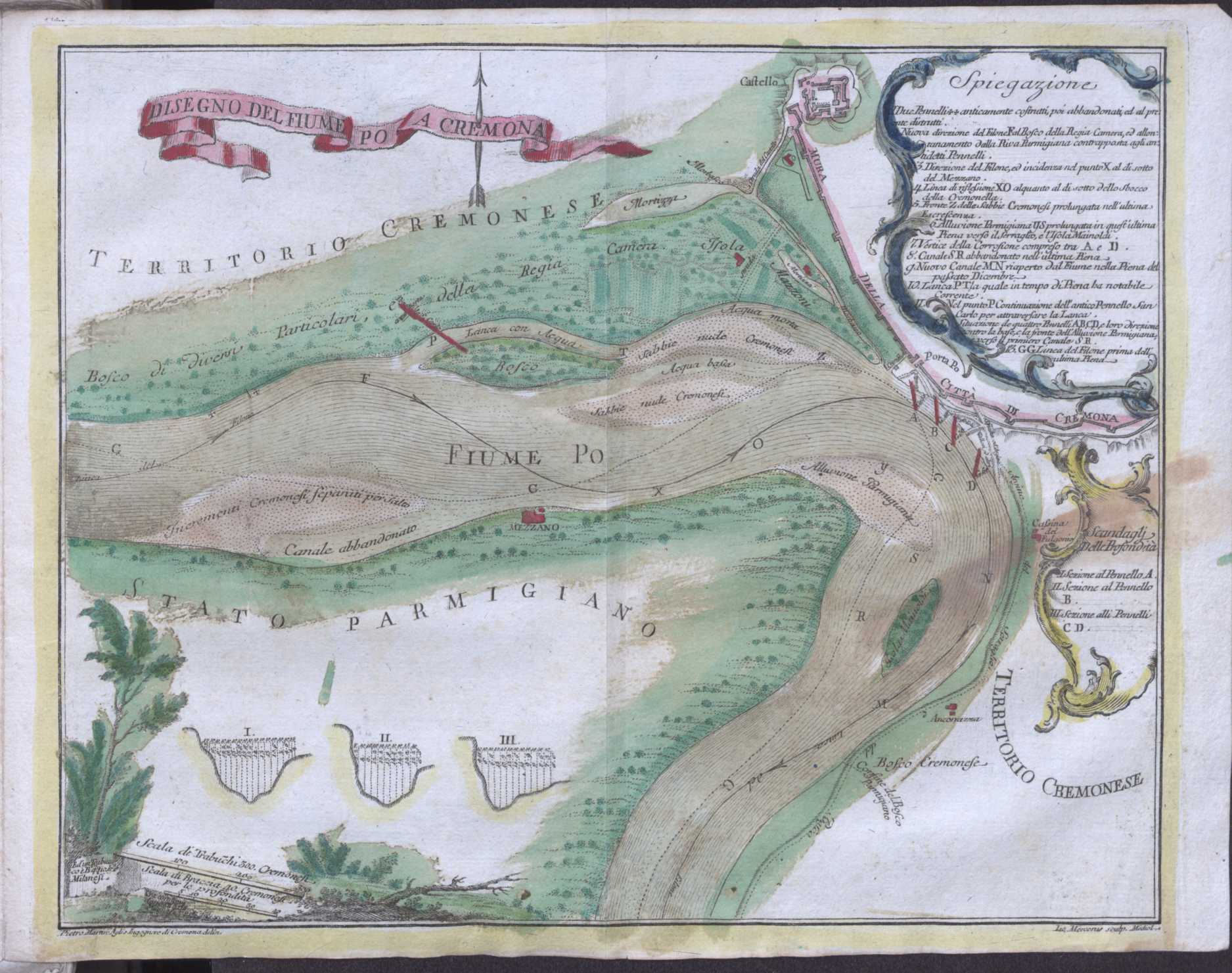
Il fiume Po e Cremona nel XVIII secolo

Con la guerra tra Ludovico il Moro e la Francia di Luigi XII Cremona passò infatti per un breve periodo sotto la Repubblica di Venezia, dal 1499 al 1509. La vittoria della lega a Agnadello riportò Cremona al Ducato di Milano, retto dai francesi di Luigi XII, l'11 maggio del 1509.
Le alterne vicende che vedono opporsi Spagna, Francia, Repubblica di Venezia e, nella persona di Massimiliano Sforza, Ducato di Milano, hanno termine con il Trattato di Noyon del 1516 che sancisce l'esilio del duca di Milano. La conquista della città ad opera degli spagnoli avvenne nel 1524 con la presa del Castello di Santa Croce. La sconfitta finale francese e l'espulsione delle truppe dal Ducato di Milano sono sancite nel gennaio 1526 dal Trattato di Madrid. Contro gli Asburgo la Repubblica di Venezia, nella Lega di Cognac, mosse allora le proprie truppe, capitanate da Michael Gaismair, alla riconquista di Cremona, il 26 settembre 1526. Ma la sconfitta di Giovanni dalle Bande Nere a Governolo aprì la strada che portò i lanzichenecchi a saccheggiare Roma.

Cremona, pur assopita e rassegnata alle scorribande e ai cambiamenti delle truppe vincitrici non perse l'interesse per l'abbellimento artistico della città. Un esempio ne è la costruzione della loggia realizzata, in stile bramantesco, sul porticato posto in facciata al Duomo (Bertazzola) ad opera di Lorenzo Trotti.
Nel 1546 il ducato passa a Filippo II, re di Spagna e futuro erede del titolo imperiale; inizia per Cremona e la Lombardia in generale un lungo periodo di dominazione che tenderà a sottrarre risorse senza reinvestire nelle opere infrastrutturali e produttive del territorio. Le opere artistiche continueranno ad essere commissionate per gli edifici religiosi e per i palazzi della nuova aristocrazia spagnola e della vecchia aristocrazia cremonese. Nel 1550 Lorenzo Trotti termina la loggia sul lato destro della Cattedrale, nel 1614 è ricostruita la chiesa dei Santi Siro e Sepolcro su disegno di Antonio Gialdini.
Alla fine del Seicento l'incapacità spagnola nella gestione del territorio dopo la carestia (1628) e la peste (1630), unita all'interesse della casata d'Austria per l'Italia settentrionale, portò prima alla conquista francese il 9 febbraio 1701, poi a quella austriaca del 10 aprile 1707. La dominazione straniera fu ratificata nel 1714 dalla Pace di Utrecht.

### Dopo l'Unità d'Italia
Cremona seguì le vicende della Lombardia nei secoli XVIII e XIX e quelle dell'Unità d'Italia.
Tra le due guerre mondiali, il fascismo cremonese "fu indissolubilmente legato al nome di Roberto Farinacci, capo indiscusso. E poiché Farinacci rappresentò anche il punto di riferimento nazionale dell’ala rivoluzionaria, intransigente e squadrista del fascismo, che per tutto il ventennio si intrecciò con la vicenda politica di Benito Mussolini e del Pnf, fatta di scontri ripetuti e spesso violenti con altri gerarchi e con il capo del governo, la storia di Cremona dal 1922 al 1943 risentì di questa peculiare “esposizione” alle dinamiche nazionali".
Il 9 settembre 1943 reparti tedeschi attaccavano ed occupavano la città di Cremona. Militari delle caserme cittadine si opposero. Vi furono caduti da ambo le parti con vittime anche civili.
Al referendum istituzionale del 1946 la Repubblica ottenne più del 70,2% dei voti contro solo un 29,7% per la monarchia.

### Simboli

Bandiera precedentemente in uso

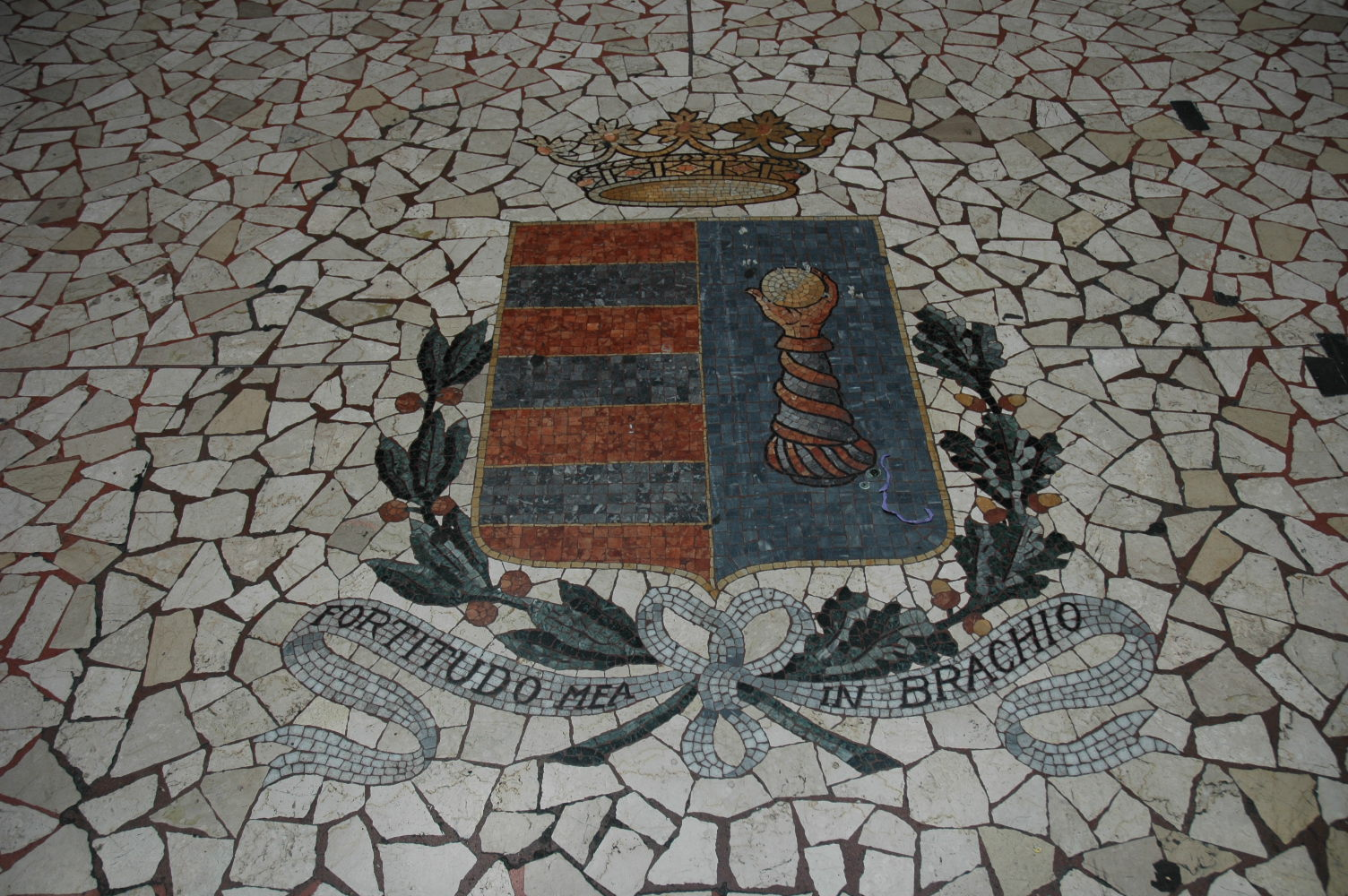
Stemma di Cremona nel pavimento della Galleria XXV Aprile con il motto FORTITUDO MEA IN BRACHIO

Lo stemma ufficiale di Cremona è partito: il primo fasciato di rosso e d'argento; il secondo d'azzurro al braccio vestito di rosso e d'argento che stringe nella mano una palla d'oro. Su tutto una corona gemmata a cinque fiori.

## Ricorrenze
Il 13 novembre la città celebra il proprio patrono, Sant'Omobono, protettore dei sarti.

## Monumenti e luoghi d'interesse

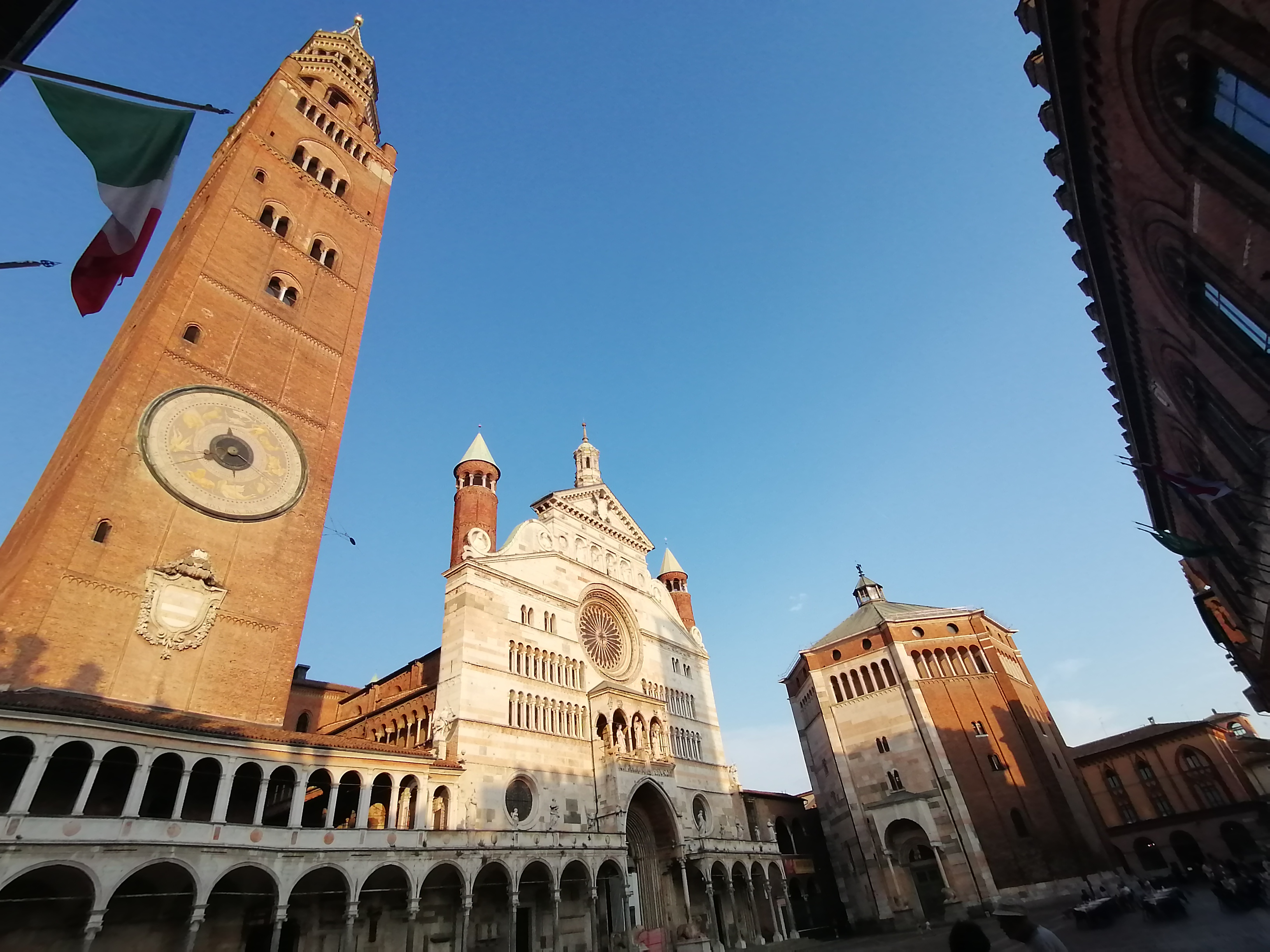
Piazza del Comune col Torrazzo, il Duomo e il Duomo.

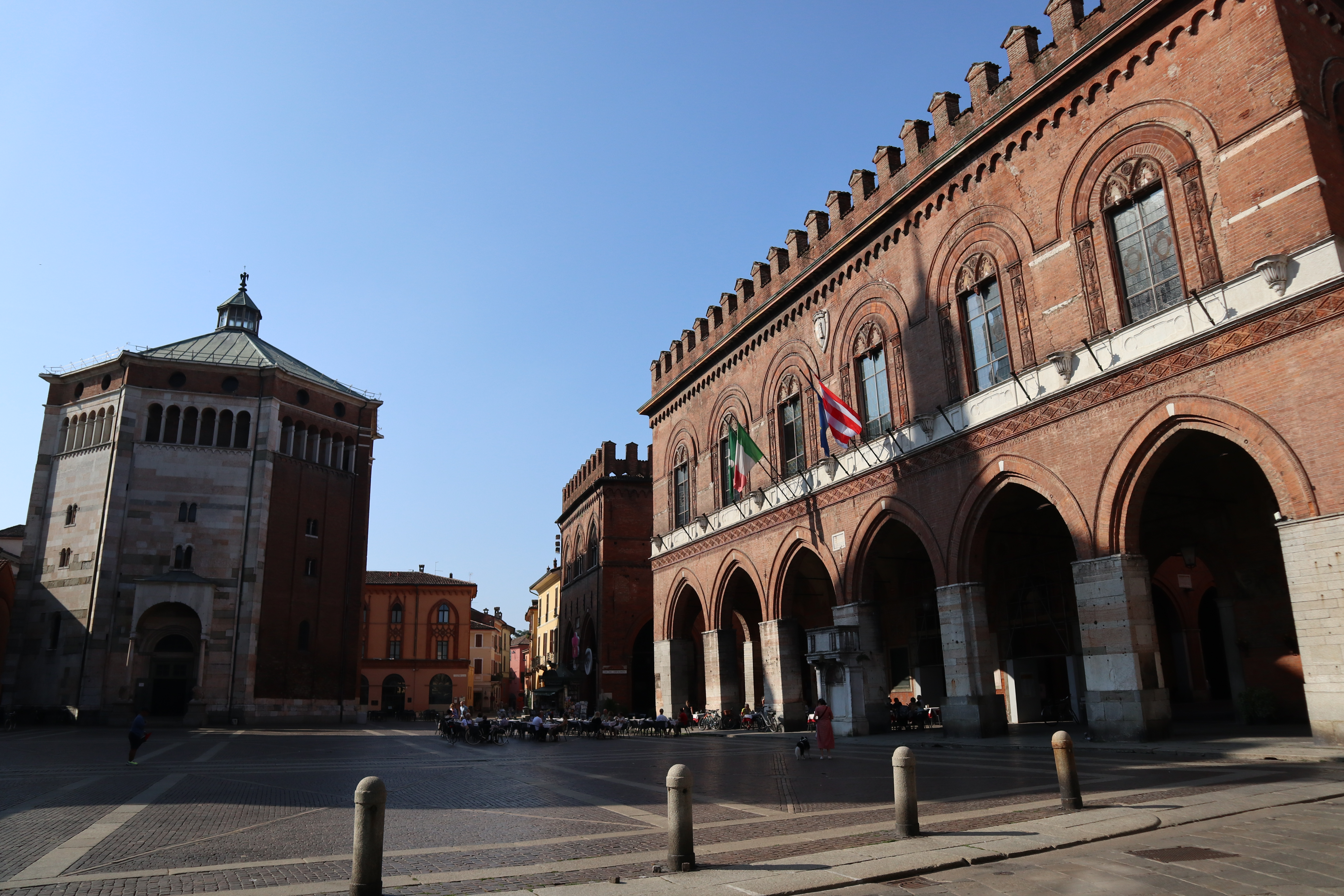
Piazza del Comune con il Palazzo del Comune, la Loggia dei Militie il Battistero.

Il centro storico di Cremona ha il suo vertice artistico nella medievale Piazza del Comune, spazio urbano assai unitario e suggestivo che può vantare anche alcuni dei maggiori monumenti medievali italiani come:
- il Duomo
- il Torrazzo
- la Loggia dei Militi
- il Palazzo del Comune[20]
- il Battistero
- la Chiesa di San Luca

Non solo la piazza ma l'intera città è disseminata di svariate architetture di pregio che sono:

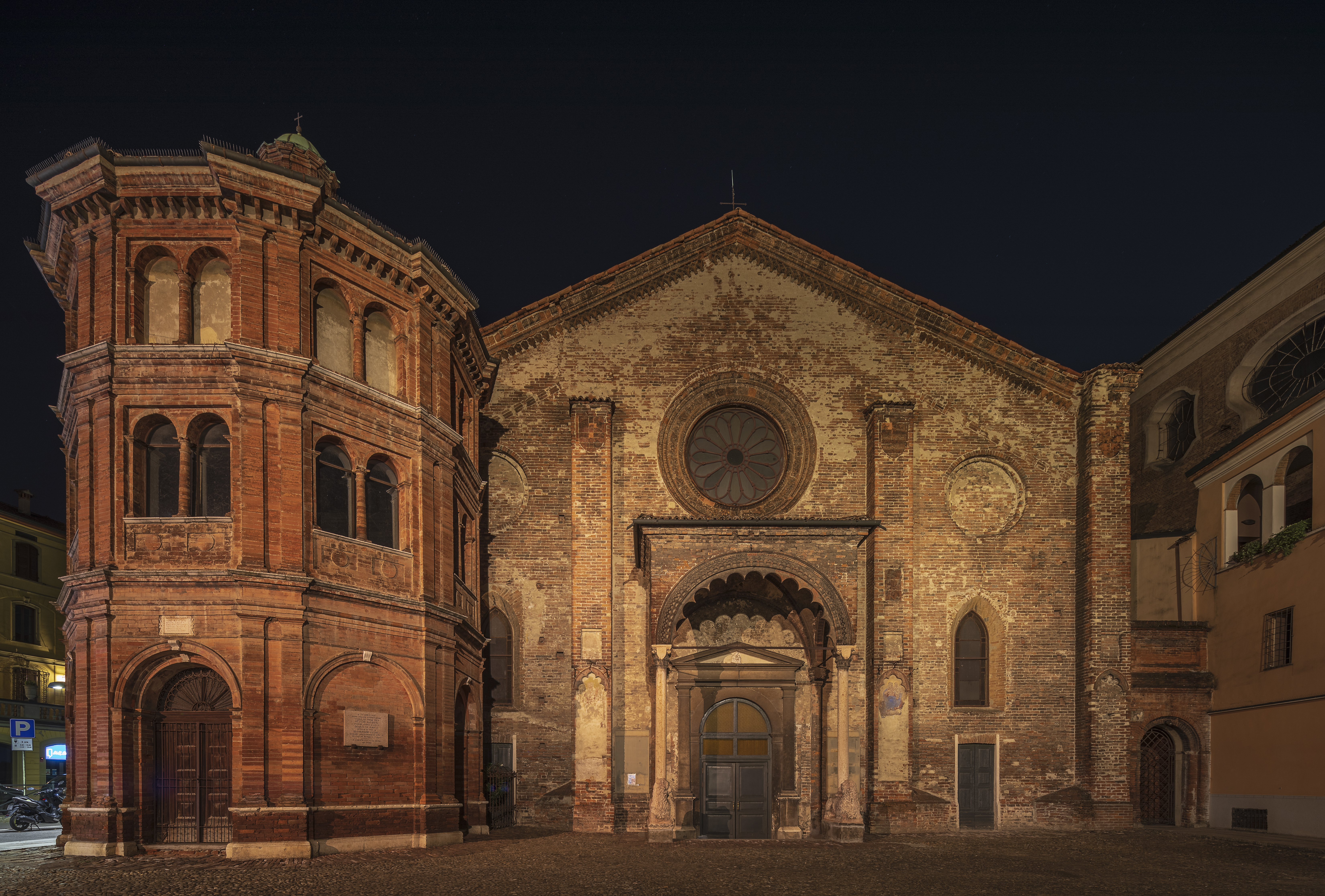
La Chiesa di San Luca.

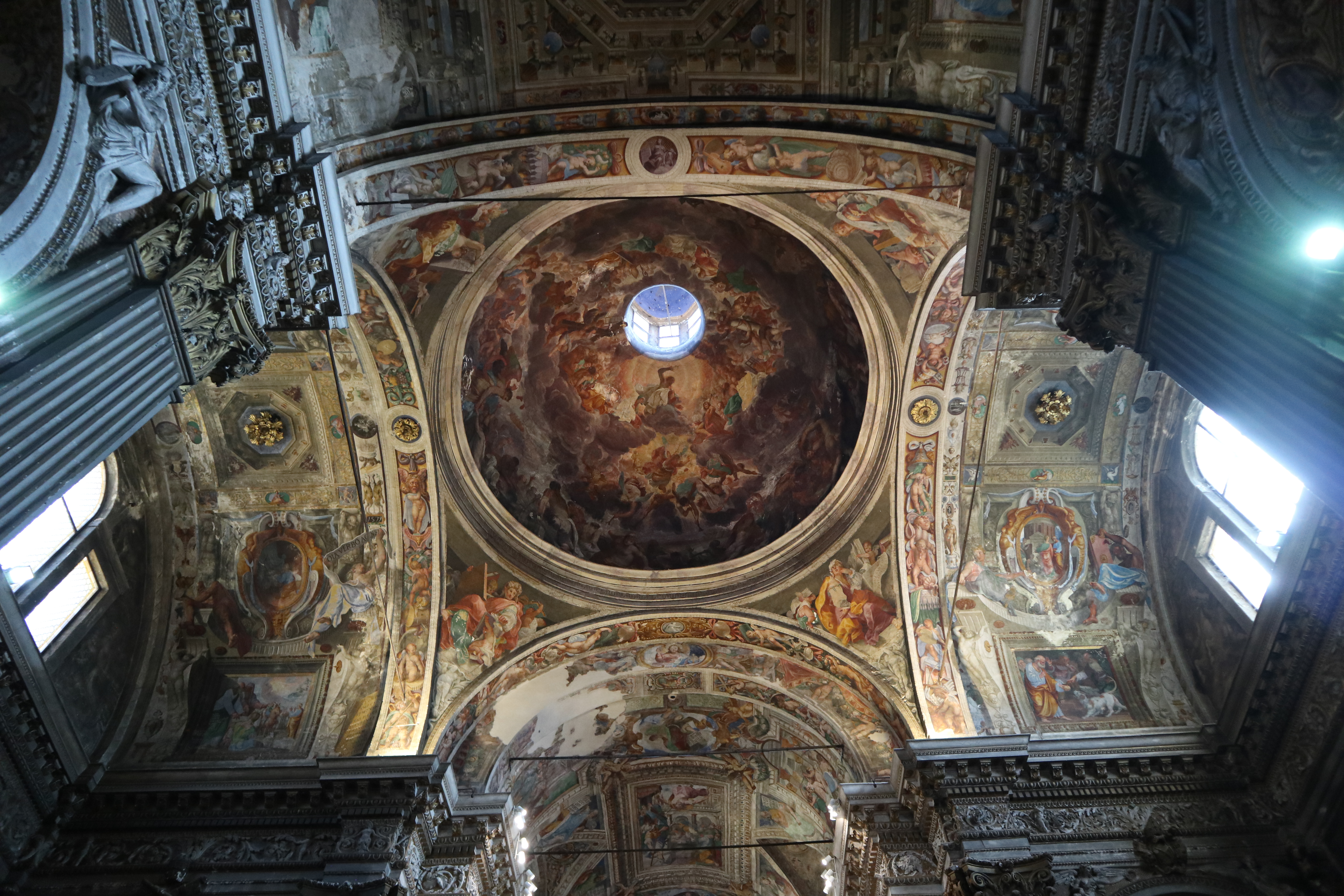
Interno della Chiesa di San Pietro al Po.

### Architetture religiose
- Chiesa collegiata insigne e mitrata di Sant'Agata (la più importante chiesa di Cremona dopo la Cattedrale)
- Basilica di San Michele Vetere
- Chiesa di San Luca
- Chiesa di San Sigismondo
- Chiesa di Sant'Abbondio
- Chiesa di Sant'Agostino[21] che conserva una preziosa tavola del Perugino
- Chiesa di San Pietro al Po
- Chiesa dei Santi Donnino e Carlo (sconsacrata)
- Chiesa dei Santi Omobono ed Egidio
- Chiesa di San Gregorio
- Chiesa di Sant'Imerio e Clemente
- Chiesa di Sant'Ilario
- Chiesa dei Santi Marcellino e Pietro (utilizzata per i concerti del Festival Monteverdiano)
- Chiesa di Santa Lucia
- Chiesa di San Gerolamo
- Chiesa di San Francesco (sconsacrata)
- Chiesa di San Domenico
- Chiesa delle Sante Margherita e Pelagia (nota in città come Santa Rita)
- Chiesa di San Giacomo e San Vincenzo
- Chiesa di Santa Maria Maddalena
- Chiesa di Santa Maria Nascente a Migliaro
- Chiesa di San Facio detta Foppone (sconsacrata)
- Chiesa di San Benedetto (sconsacrata)
- Chiesa del Corpus Domini (sconsacrata)
- Chiesa di San Sebastiano

### Architetture civili
- Palazzo Cittanova

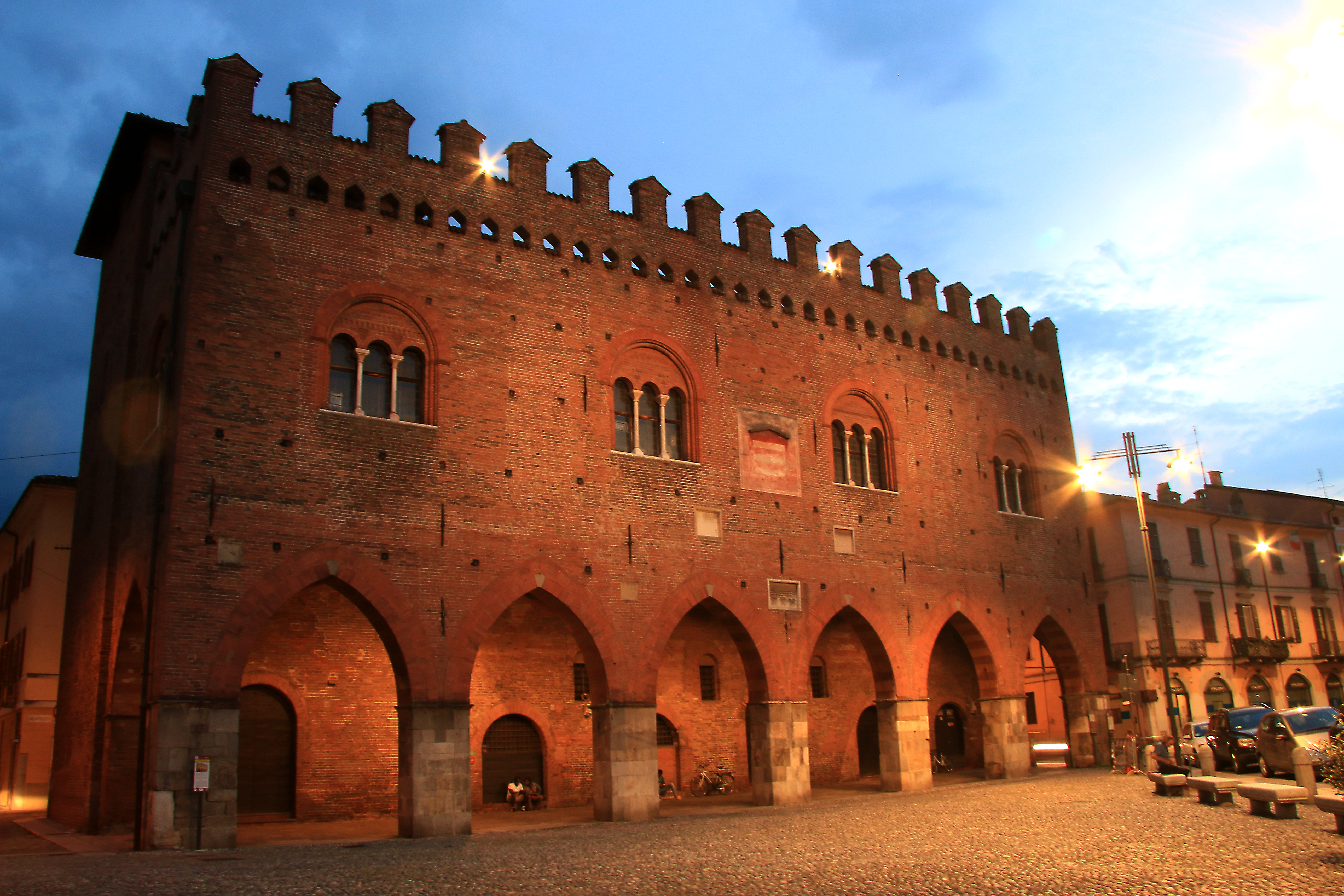
Palazzo Cittanova

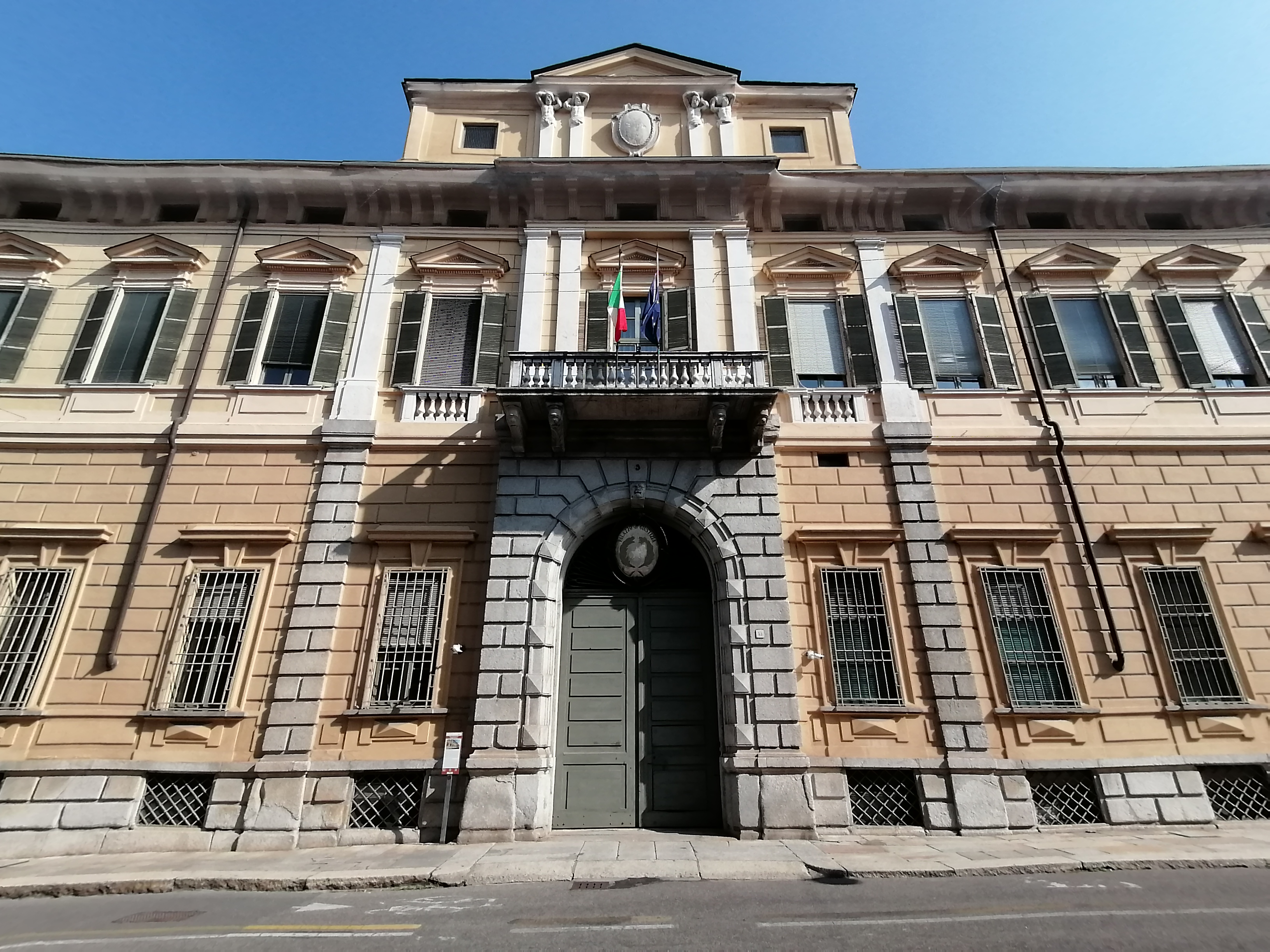
Palazzo Silva-Persichelli

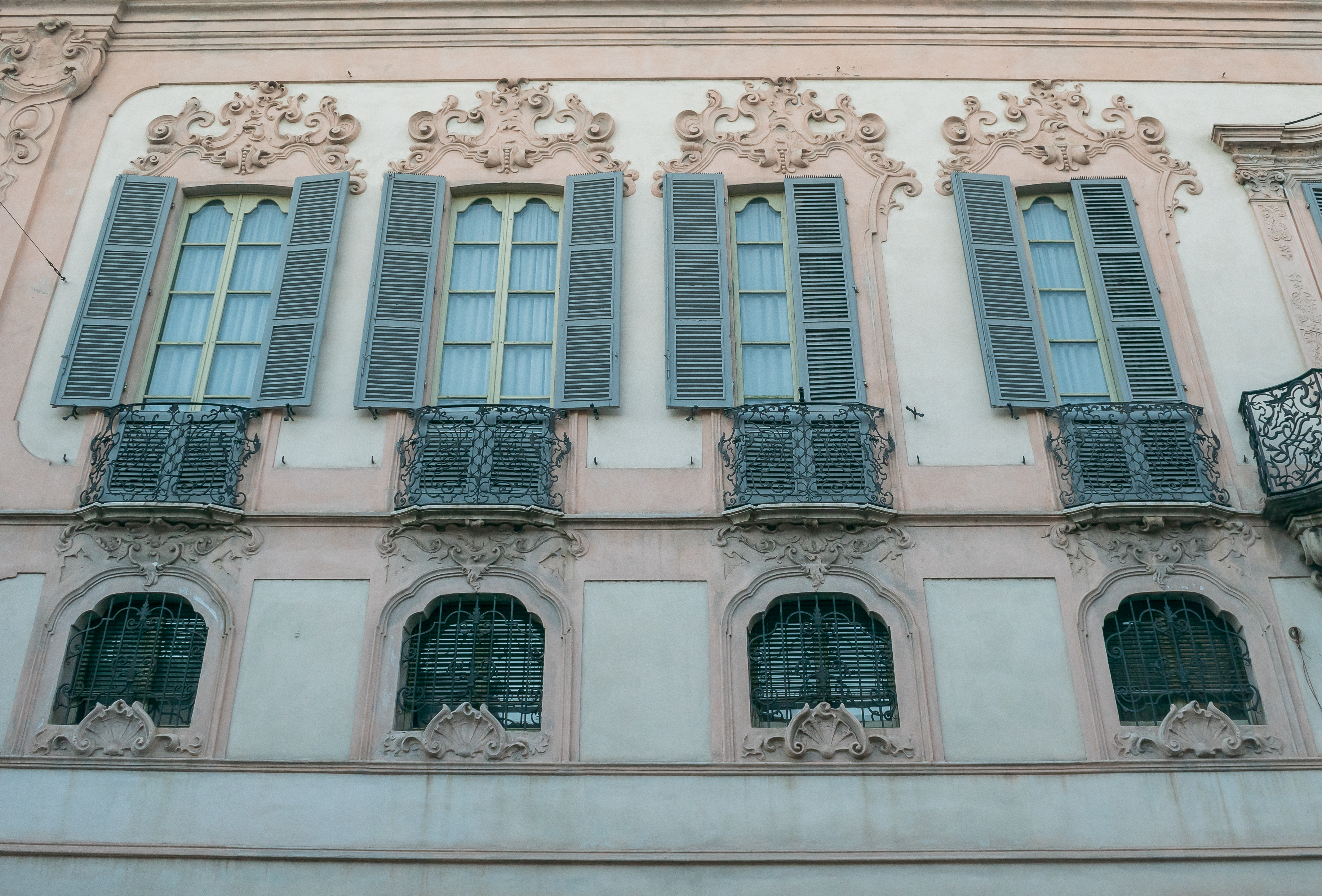
Palazzo Stanga - Rossi di San Secondo.

- Palazzo Affaitati-Magio-Ugolani-Dati- ex Ospedale "Fatebenefratelli-Ugolani-Dati", meglio conosciuto come palazzo Affaitati[22], sede del Museo Civico "Ala Ponzone", sito in via Ugolani-Dati
- Palazzo Raimondi in corso Garibaldi prestigiosa sede della Facoltà di Musicologia (già Scuola Superiore di Paleografia e Filologia Musicale) dell'Università degli Studi di Pavia
- Palazzo Cattaneo Ala Ponzone
- Palazzo Barbò
- Palazzo Cavalcabò
- Palazzo Ferrari
- Palazzo Fodri, poi Monastero delle Monache di Valverde, in corso Matteotti
- Palazzo del marchese Maggi, edificato da Simone Cantoni
- Palazzo Mina Bolzesi
- Palazzo Zaccaria-Pallavicino, dove nacque e morì Sant'Antonio Maria Zaccaria
- Palazzo Raimondi-Repellini
- Palazzo Scinchinelli-Martini
- Palazzo Silva-Persichelli
- Palazzo Stanga - Rossi di San Secondo in corso Garibaldi
- Palazzo Stanga-Trecco in via Palestro
- Palazzo Stanga-Offredi-Ambrosini, meglio noto come palazzo Stanga "alle Punte"
- Palazzo Vescovile (edificato dal vescovo Omobono Offredi-Ambrosini nel Settecento)
- Palazzo Vidoni
- Palazzo Soresina-Vidoni in corso Garibaldi
- Palazzo Zaccaria, già Lodi
- Palazzo Trecchi
- Teatro Ponchielli
- Cinema Teatro Filo
- Porta Mosa
- Insula dei liutai

### Architetture militari
- Vestigia del castello di Santa Croce

## Società

### Evoluzione demografica
Abitanti censiti

L'area metropolitana di Cremona, individuata dalla FUR, conta 153 458 abitanti e 42 comuni, di cui due in provincia di Piacenza.

### Etnie e minoranze straniere
Secondo i dati ISTAT al 31 dicembre 2023 la popolazione straniera residente ammontava a 10 816 persone, il 15,3% della popolazione. Le nazionalità maggiormente rappresentate in base alla loro percentuale sul totale della popolazione straniera erano:
1. Romania, 4 003
2. Albania, 1 102
3. Marocco, 810
4. Nigeria, 541
5. Cina, 508
6. Costa d'Avorio, 419
7. Tunisia, 281
8. India, 262
9. Ucraina, 245
10. Serbia, 126

## Cultura

### Università
La città, congiuntamente a Piacenza, è sede di uno dei Campus dell'Università Cattolica del Sacro Cuore; l'Ateneo cremonese dispone di due facoltà: Economia Aziendale e Giurisprudenza; Scienze agrarie, alimentari e ambientali. Cremona è uno dei poli territoriali del Politecnico di Milano, attivo con i corsi di Ingegneria informatica e Ingegneria gestionale, ed è anche sede dei corsi di laurea delle professioni sanitarie istituiti dall'Università degli Studi di Brescia: Assistenza sanitaria; Infermieristica e Fisioterapia. L'offerta didattica si completa grazie al Dipartimento di Musicologia e Beni Culturali – e relative Facoltà – dell'Università degli Studi di Pavia ed infine l'Istituto Superiore di Studi Musicali Claudio Monteverdi.

### Musei

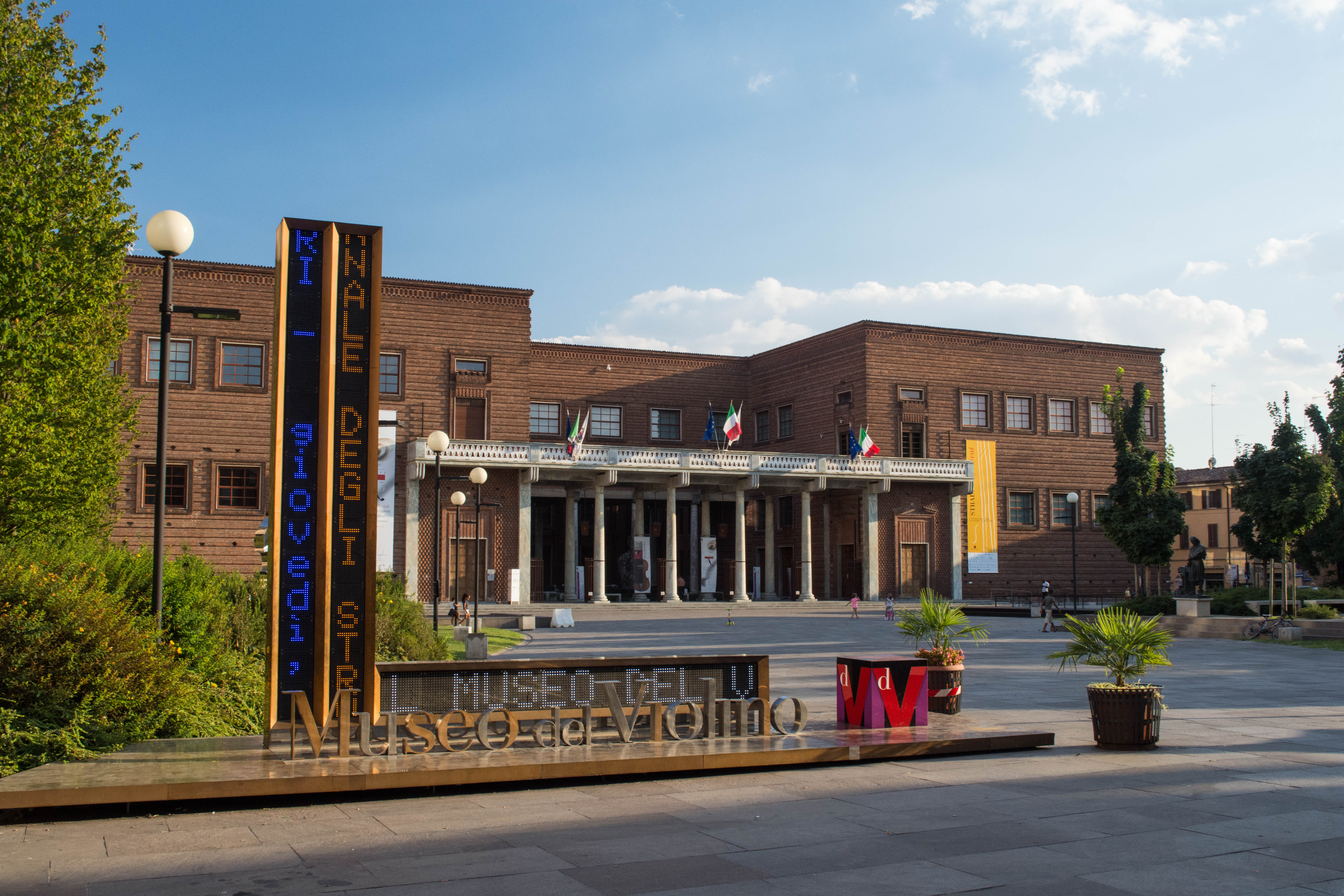
Museo del Violino in Piazza Marconi

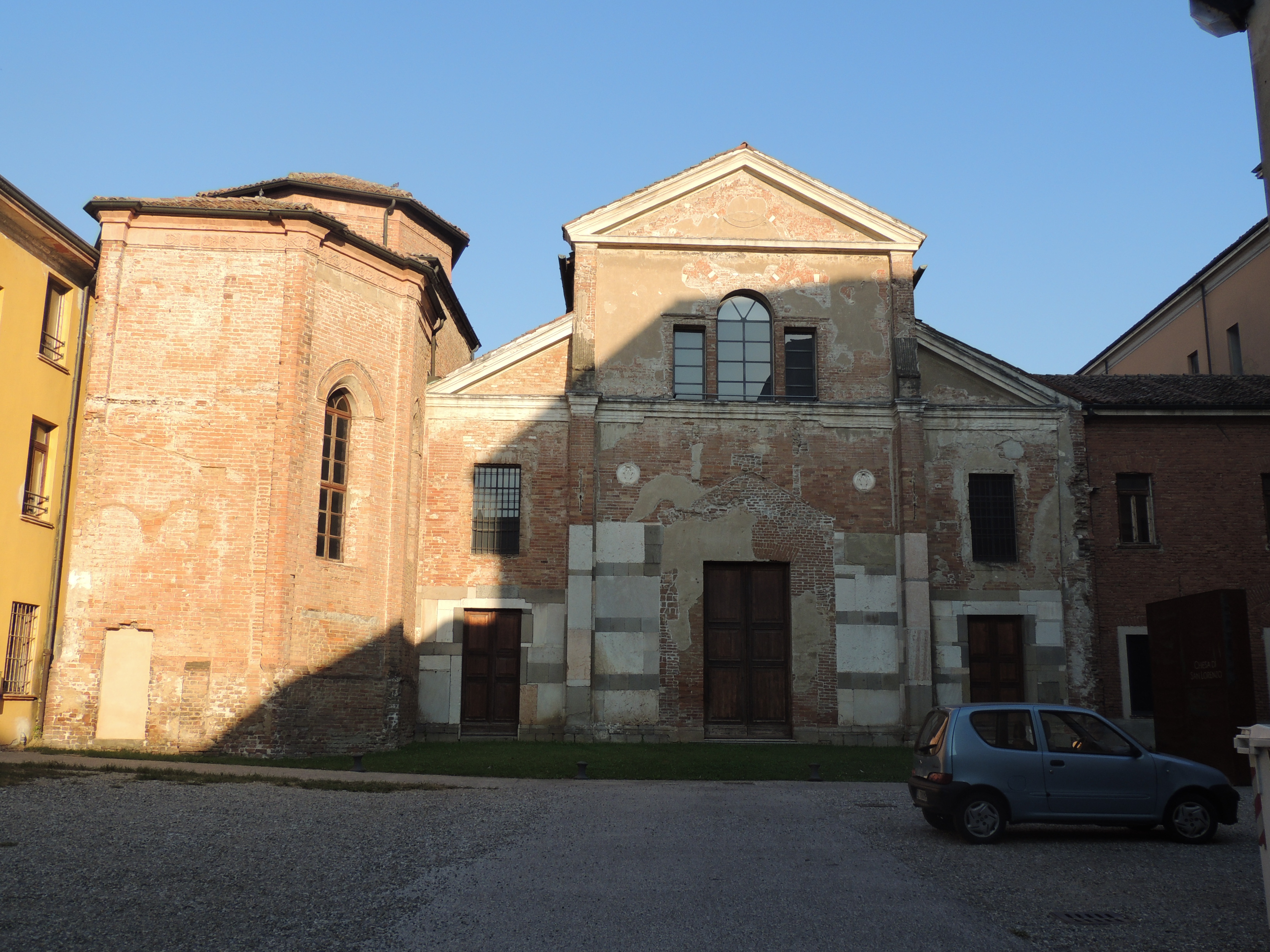
Museo archeologico

Ricco anche il polo culturale cittadino che si avvale di notevoli istituzioni museali come:
- Museo della città sottosopra, inaugurato nel 1999 grazie a Mario Lodi
- Museo civico Ala Ponzone
- Museo stradivariano
- Museo della civiltà contadina
- Museo berenziano
- Pinacoteca del museo civico
- Museo di storia naturale
- Museo archeologico
- Museo del violino
- Museo Archeologico San Lorenzo[34]
- Collezione Strumenti di Fisica “Pietro Vacchelli”
- Collezioni di Musicologia
- Collezione Carlo Alberto Carutt
- Museo della chimica
- Museo delle Pietre Romaniche della Cattedrale
- Museo Lauretano
- Museo Verticale del Torrazzo
- Ricordi Ferroviari Cremonesi
- Museo Diocesano di Cremona[35]

### Media
Il quotidiano principale per diffusione di Cremona è La Provincia. La Cronaca è stata pubblicata dal 1993 al 2012. La Voce di Cremona è stata pubblicata dal 2001 al 2006. Nel 1981 è nato il settimanale Mondo Padano e nel 2003 il settimanale Il Piccolo.
Le emittenti televisive di Cremona sono TeleColor, Studio1 e Cremona1 (nata nel 2013).
Le emittenti radiofoniche di Cremona sono le seguenti:
- Radio antenna 5;
- RadioVivaFm;
- RCN (Radio Cittanova, del centro diocesano).

### Cucina
Cremona deve molti ingredienti dei suoi piatti tipici alla presenza del Po, importante via fluviale di traffici e commerci. L'uso delle mandorle, della frutta candita, utilizzata nel cremonesissimo miele di trifoglio, il gusto per l'agrodolce esaltato dalla tipica mostarda sono alcuni dei lasciti degli scambi commerciali che, nel corso dei secoli, caratterizzarono la Bassa, lasciando un segno nella cultura culinaria del Cremonese.
Fra i primi piatti, i marubini sono la preparazione più tipica e vanno serviti in brodo, meglio se composto da tre brodi riuniti (gallina, manzo, salame da pentola).
Il dolce tipico di Cremona è il torrone, un impasto di albume d'uovo, miele e zucchero, farcito con mandorle, noci, arachidi o nocciole e spesso ricoperto da due ostie.
Tipico del cremonese è pure la Sbrizulusa, una torta secca di farina di mais e di grano impastata con strutto, scorza di limone e un cucchiaino di liquore.
Altrettanto tipico è il "Pan Cremona", torta morbida di farina di mandorle, ricoperta di cioccolato.
Un ulteriore dolce è la pattona (in dialetto cremonese patùna), cioè una torta fatta con la farina di castagne, in italiano detta anche castagnaccio.

### Musica

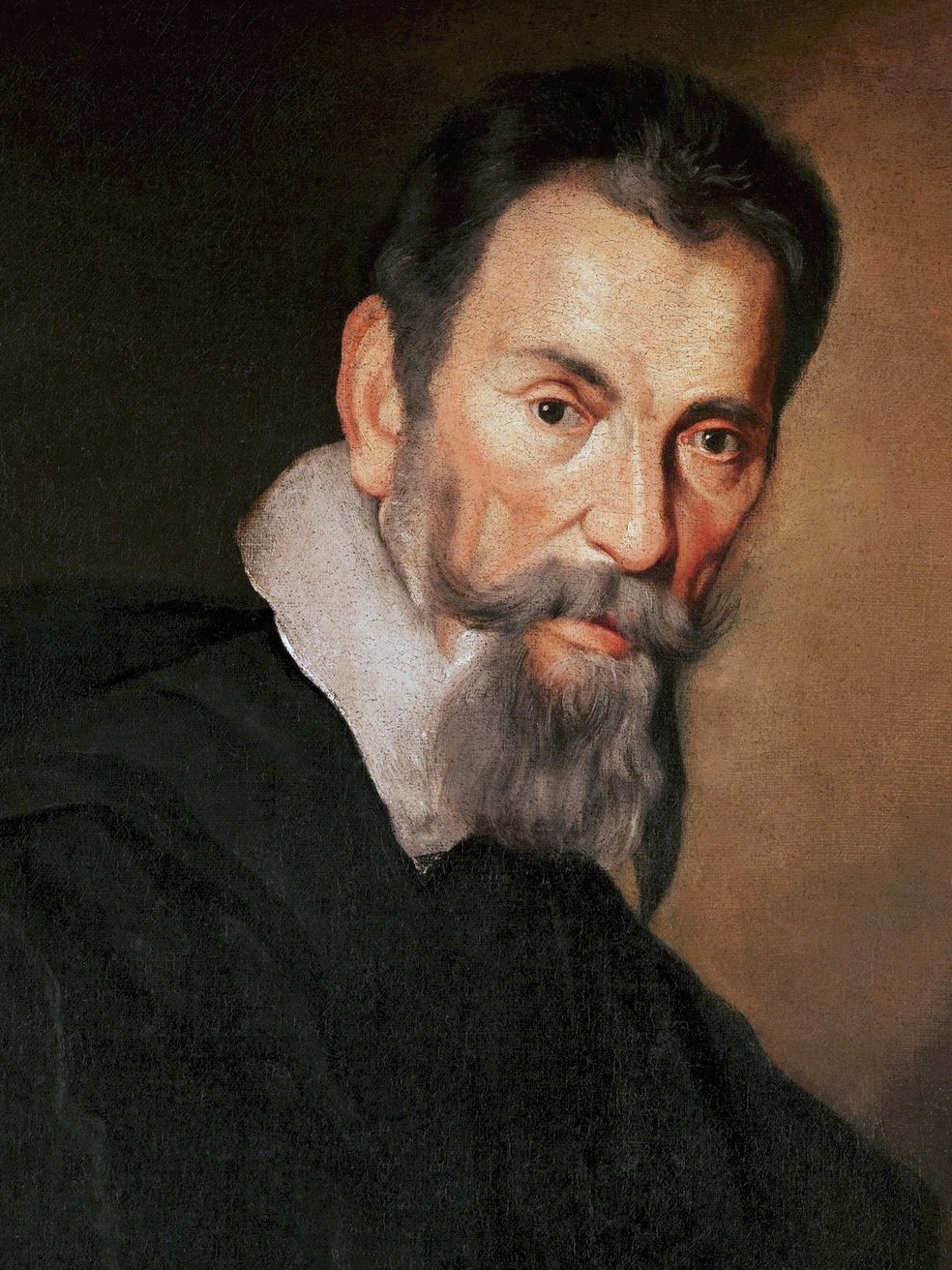
Claudio Monteverdi

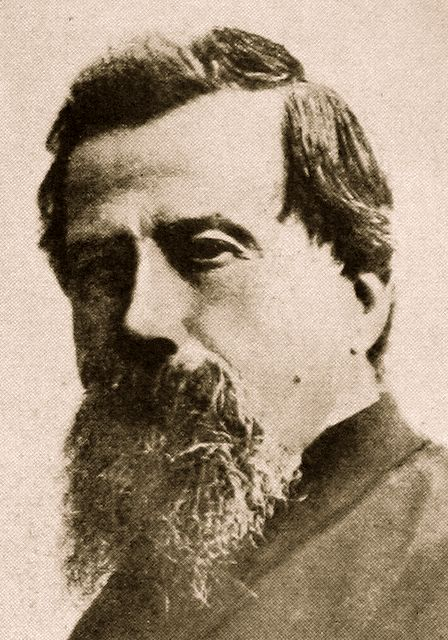
Amilcare Ponchielli

Nel 2012 l'UNESCO ha inserito l'artigianato tradizionale del violino a Cremona tra i patrimoni orali e immateriali dell'umanità.
Cremona è famosa nella storia musicale mondiale di tutti i tempi per aver dato i natali a Claudio Monteverdi, tra padri del melodramma moderno e a cui il Conservatorio cittadino è intitolato. Oltre a Monteverdi, Cremona ha visto nascere anche il compositore Amilcare Ponchielli e può vantare il patrimonio più importante al mondo per la liuteria (già a partire da Stradivari, Guarneri del Gesù, Amati) con oltre duecento botteghe di maestri liutai che ne fanno il centro principale al mondo per la costruzione di strumenti ad arco e corde.
Nel 2015 la Fondazione Stauffer, una delle principali istituzioni private di Cremona, acquisisce la proprietà di Palazzo Stradiotti, edificio storico che dopo importanti lavori di recupero e restauro viene restituito alla città come Palazzo Stauffer. Il Palazzo Stauffer è oggi sede dello Stauffer Center for String, il primo centro musicale internazionale interamente dedicato agli strumenti ad arco, inaugurato nel 2021. Questo innovativo campus polifunzionale ospita al suo interno la storica Accademia Stauffer e gli Stauffer Labs, dipartimenti creativi e di innovazione.

## Cinema e televisione
Cremona è stata utilizzata per alcune scene di vari film e serie TV come: 

### Cinema
- Novecento, regia di Bernardo Bertolucci (1976)
- Stradivari, regia di Giacomo Battiato (1988)
- Il violino rosso, regia di François Girard (1998)
- Chiedimi se sono felice, regia di Aldo, Giovanni e Giacomo e Massimo Venier (2000)
- L'imbalsamatore, regia di Matteo Garrone (2002)
- La febbre, regia di Alessandro D'Alatri (2005)

### Televisione
- Verdi, regia di Renato Castellani (1982)
- La signora delle camelie, regia di Lodovico Gasparini (2005)
- The Ferragnez, seconda stagione, regia di Francesco Imperato (2023)
- James May - Il nostro agente in..., seconda stagione, regia di Tom Whitter (2020)

### Eventi

#### Feste e fiere
Tradizionalmente, la "Fiera di San Pietro" vede l'installarsi di giochi e attrazioni in un'area vicino al fiume Po durante tutto il mese di giugno. Nel mese di novembre si tiene la manifestazione "Cremona la Dolce - Festa del Torrone", con cortei storici e manifestazioni legate alla rievocazione storica delle nozze di Bianca Maria Visconti e Francesco Sforza, celebrate a Cremona il 25 ottobre 1441.
Si tengono in città anche le fiere zootecniche internazionali di Cremona, evento fieristico professionale dedicato al mondo dell'allevamento bovino, suino e avicolo e alle energie da fonti agro-zootecniche.
Altra esposizione internazionale di rilievo, affiancata da un prestigioso festival, è Cremona Musica, manifestazione internazionale che a fine settembre diventa punto di riferimento per liutai, musicisti e appassionati di strumenti ad arco, pianoforte, chitarra classica e strumenti a fiato.
Nel 2022 nasce lo Stauffer Summer Music Festival, una rassegna internazionale, ideata e promossa dalla Fondazione Stauffer, per celebrare le diverse culture musicale del mondo con protagonisti artisti internazionali e giovani allievi dell'Accademia Stauffer, in un location d'eccezione: il Giardino di Palazzo Stauffer, la sede dello Stauffer Center for Strings, il primo centro musicale internazionale interamente dedicato agli strumenti ad arco.

## Economia

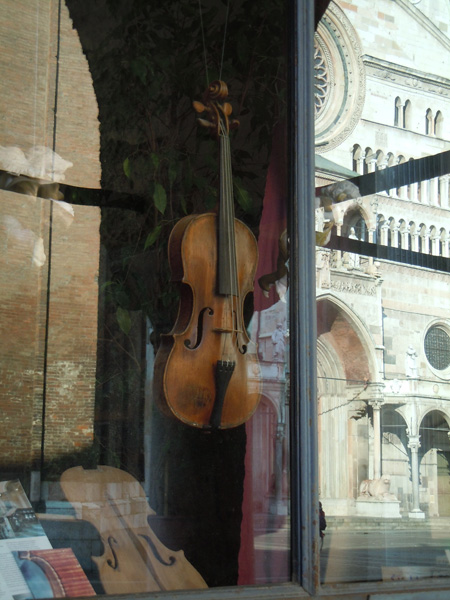
Liuteria di fronte al duomo

L'economia della città è legata al sistema produttivo provinciale a prevalenza agricola. Oltre alle aziende agricole sono presenti importanti industrie alimentari italiane: salumi (Negroni), dolciumi (Sperlari, Vergani, Barilla - Mulino Bianco), oli vegetali (Oleificio Zucchi), formaggi (Auricchio).
Vi è inoltre l'industria metalmeccanica (acciaieria Arvedi, Off. Mecc. Feraboli, Parmigiani Macchine e OCRIM), petrolifera (ex raffineria Tamoil, ora adibita a deposito, sede e deposito Keropetrol), energetica (LGH), telecomunicazioni (A2A Smart City).
L'artigianato cremonese è caratterizzato dalle botteghe di liutai, specializzate nella produzione di strumenti ad arco, riconosciute a livello mondiale per la qualità degli strumenti prodotti e che si riallacciano alle figure di Stradivari, Guarneri e Amati. La cultura della liuteria tradizionale cremonese è stata iscritta il 5 dicembre 2012 nella lista rappresentativa del patrimonio culturale immateriale dell'UNESCO.
Inoltre, sono ancora diffuse e rinomate le antiche lavorazioni della ceramica e della porcellana.
Cremona è conosciuta anche come produttrice di dolciumi, con il suo famoso torrone, di materiale in cotto ed altri oggetti.
Il porto canale è utile all'approdo delle chiatte che percorrono il fiume Po. Il canale, che da Cremona avrebbe dovuto raggiungere Milano, si ferma dopo soli 20 km, presso Pizzighettone.

## Infrastrutture e trasporti

### Strade
La città è attraversata a nord dall'ex strada statale 10 Padana Inferiore con una tangenziale e vi termina l'ex strada statale 415 Paullese. A Cremona è presente un'uscita dell'Autostrada A21 Torino-Piacenza-Brescia. La città è dotata di una rete di bus sia per il trasporto urbano, che collega il centro della città con le frazioni, che per quello interurbano; gli autoservizi sono gestiti dalla società Arriva Italia, subentrata a KM Cremona nel 2021. Altre società di trasporti quali SETA e STAR Mobility collegano la città con Brescia, Piacenza, Monticelli d'Ongina, Salsomaggiore, Cortemaggiore, Lodi, Soncino, Soresina, Pontevico, Robecco d'Oglio, Pozzaglio ed Uniti, Bettenesco e San Donato Milanese.

### Ferrovie e tranvie
Il comune ha due stazioni ferroviarie: la stazione di Cremona e quella di Cava Tigozzi.
La stazione di Cremona è posta sulla ferrovia Pavia-Cremona ed è capolinea delle linee per Piacenza (sulla quale il traffico passeggeri non è più attivo dal 2013), per Fidenza (PR), per Treviglio (BG) e per Brescia.
Dal 1926 al 1956 Cremona fu capolinea della linea ferroviaria per Iseo, gestita dalla Società Nazionale Ferrovie e Tramvie, che aveva origine nella stazione di Porta Milano.
Fra il XIX e il XX secolo facevano altresì capo a Cremona due reti tranviarie extraurbane gestite in ultimo rispettivamente dalle Tramvie Provinciali Cremonesi (linee Cremona-Casalmaggiore con diramazioni Casalmaggiore-Ponte Majocche e Ca' de Soresini-San Giovanni in Croce, Cremona-Ostiano e Cremona-Asola e dalla Società Italiana Ferrovie e Tramvie (linee Cremona-Piacenza e Cremona-Lugagnano).

### Idrovia
Grazie al porto sul fiume Po la città è collegata col mare.
Il collegamento idroviario con Milano, aperto alle moderne navi da carico fluviali, è uno degli obiettivi più antichi e ambiziosi della navigazione interna.
Il Consorzio preposto alla costruzione del canale Milano-Cremona-Po, costituito nel 1941, fu sciolto il 31 dicembre 2000; è stato costruito solo un tratto di canale che arriva fino a Pizzighettone, lungo circa 13 km, con caratteristiche adatte alle navi della V classe CEMT.

### Aeroporti
Cremona non possiede aeroporti, ad eccezione del piccolo Aeroporto di Cremona-Migliaro, utilizzato solo da aerei da turismo e mezzi di soccorso.

## Amministrazione

Gonfalone comunale

### Gemellaggi
- Alaquàs, dal 2004[45]
- Krasnoyarsk, dal 2006
- Füssen, dal 2018

## Sport
Gli sport più diffusi sono calcio, pallanuoto, nuoto, pallavolo, ciclismo, pallacanestro e baskin; grazie al fiume Po, vengono praticati anche canoa/kayak e canottaggio.

### Città europea dello sport 2013
La città di Cremona è stata proclamata Città europea dello Sport per l'anno 2013 dall'ACES (Associazione delle Capitali Europee dello Sport). Oltre alla città lombarda, per quanto riguarda l'Italia, hanno ricevuto il titolo per il 2013 Alba, Modena e Reggio Calabria. Il riconoscimento è stato conferito il 30 novembre 2011 a Bruxelles, presso la sede del Parlamento Europeo.

### Calcio
La squadra di calcio cittadina è l'Unione Sportiva Cremonese, che milita in Serie A. 

### Pallacanestro
La prima squadra cittadina è la Vanoli Basket, nota in precedenza come Gruppo Triboldi Basket, nata dopo la stagione 2008-2009 dalla fusione fra la Juvi Cremona Basket, storica società cremonese, che giocava in Serie A Dilettanti, e il Gruppo Triboldi di Soresina, neopromossa nel campionato nazionale di Serie A. Dopo una retrocessione in Serie A2 nel 2022, la stagione successiva riconquista immediatamente la massima categoria. Nel suo palmares la formazione cremonese vanta una Coppa Italia, vinta nel 2019.
La Juvi Cremona Basket ha successivamente ripreso la sua attività dalle categorie regionali e attualmente milita anch'essa in Serie A2.
Negli anni ottanta fece un'apparizione sul parquet del Palasport Mario Radi la Corona Cremona, sponsorizzata Saradini prima e Spondilatte e Braga poi. L'apice della Corona Cremona fu raggiunto con il marchio Spondilatte, quando, guidata dall'allenatore Guido Cabrini, partecipò a quattro campionati consecutivi di Serie A2, partecipando, in una edizione, ai play-off per la promozione in Serie A1. Il mancato accordo con uno sponsor provocò prima la retrocessione, poi il ridimensionamento della società e la fusione con il Piadena, che ha scaturito la nascita del Corona Platina di Piadena.

### Pallanuoto
La squadra cittadina è la Bissolati Cremona che milita in Serie C. Ha disputato 5 campionati di Serie A1 dal 2004 al 2008, raggiungendo una semifinale di Coppa LEN e vincendo una Coppa Italia nel 2005.

### Pallavolo
Negli anni ottanta la Pallavolo Cremona, sponsorizzata Oleificio Zucchi, ha preso parte a un campionato di Serie A1 maschile. Tra tutti i giocatori che hanno partecipato a quell'esperienza si ricorda Gilberto Passani, vincitore poi di scudetti con Parma e Treviso e campione d'Europa con la nazionale di Velasco.
Attualmente, la società pallavolistica femminile che rappresenta la città a livello nazionale è l'Unione Sportiva Esperia che partecipa al campionato di Serie A2 femminile.
A livello maschile, nella stagione 2023/2024, la Pallavolo Cremonese ha vinto il campionato di Serie C Maschile, ottenendo la promozione in serie B Nazionale

### Ciclismo
Per quattro volte Cremona è stata sede di arrivo di una tappa del Giro d'Italia, la prima nel 1935, l'ultima nel 2006:
- 1935 1ª tappa Milano-Cremona, vinta da Vasco Bergamaschi;
- 1963 14ª tappa Saint-Vincent-Cremona, vinta da Marino Vigna;
- 1986 18ª tappa Piacenza-Cremona, (cron. individuale) vinta da Francesco Moser;
- 2006 5ª tappa Piacenza-Cremona, (cron. a squadre) vinta dal Team CSC.

| Anno | Tappa | Partenza                     | km  | Vincitore di tappa | Maglia rosa       |
| ---- | ----- | ---------------------------- | --- | ------------------ | ----------------- |
| 1935 | 1ª    | Milano                       | 165 | Vasco Bergamaschi  | Vasco Bergamaschi |
| 1963 | 14ª   | Saint-Vincent                | 260 | Marino Vigna       | Franco Balmamion  |
| 1986 | 18ª   | Piacenza (cron. individuale) | 36  | Francesco Moser    | Roberto Visentini |
| 2006 | 5ª    | Piacenza (cron. a squadre)   | 38  | Team CSC           | Serhij Hončar     |

È stata inoltre sede di partenza delle seguenti tappe del Giro d'Italia:
| Anno | Tappa | Arrivo  | km  | Vincitore di tappa  | Maglia rosa         |
| ---- | ----- | ------- | --- | ------------------- | ------------------- |
| 1935 | 2ª    | Mantova | 175 | Domenico Piemontesi | Domenico Piemontesi |
| 1986 | 19ª   | Peio    | 211 | Johan van der Velde | Roberto Visentini   |

Ha inoltre ospitato l'ultima tappa del Giro d'Italia femminile 2013.
A Cremona ha sede il CCC 1891, il Circolo Ciclistico Cremonese che organizza la corsa Circuito del Porto-Trofeo Internazionale Arvedi.

### Altri sport
Sono molto seguiti anche il canottaggio e la canoa con le società canottieri lungo il Po (Baldesio, Bissolati e Flora), che hanno allevato numerosi campioni mondiali e olimpionici. Si ricordano in particolare il medagliato olimpico nel canottaggio Nicola Sartori, bronzo a Sydney nel 2000 nella specialità doppio, il campione del mondo Giacomo Gentili che a Plovdiv nel 2018 ha trionfato nella specialità quattro di coppia e argento olimpico a Parigi 2024 e la campionessa olimpica Valentina Rodini vincitrice della medaglia d'oro alle Olimpiadi di Tokyo nel 2021 nella specialità doppio pesi leggeri.

## Ambiente
Cremona nel 2021 è stata classificata dall'Agenzia Europea dell'Ambiente (Aea) la seconda città più inquinata d'Europa, nonché prima in Italia. Dopo la conclusione della conversione della ex raffineria, Cremona non risulta più essere nella lista 2023 della Aea.

## Nella cultura di massa
La serie original net anime Netflix B The Beginning è ambientata nella Cremona del prossimo futuro. Inoltre nel 2019 è stato girato tra il museo del violino e piazza del duomo, l'episodio 14 della terza stagione della serie sudcoreana Begin Again, con protagonista il cantante e musicista Henry e Lena Park.